# 嘉湖山莊

嘉湖山莊各屋苑分佈簡圖（點選放大觀看）

嘉湖山莊（英語：Kingswood Villas）是香港一個大型私人住宅屋苑，位於香港新界元朗區天水圍新市鎮，由天水圍發展有限公司（為長江實業的子公司）於1988年開始規劃，並在1991年至1998年間分7期發展，屬香港十大藍籌屋苑之一。屋苑建有58座住宅大廈，由樂湖居、賞湖居、翠湖居、麗湖居、景湖居、美湖居、天水圍公園、+WOO 嘉湖及嘉湖海逸酒店組合而成。屋苑總面積佔地400萬平方呎，而整體綠化空間為約360萬平方呎，所佔綠化空間的面積為全港屋苑之最。嘉湖山莊為長江實業歷年來最大型的發展項目，其住宅單位總數多達15,880個，以單位數目而言為全港最大型的私人屋苑。此外，位處本屋苑中心地帶的置富嘉湖（嘉湖山莊第四期發展項目）為區內少數的大型商場和酒店項目。
嘉湖山莊所有期數樓宇均為三梯八伙設計，全部標準單位均設窗台（非落地玻璃設計）、窗口式冷氣機（隨樓附送珍寶牌冷氣機），不設工人房、花園、露台、工作平台。本屋苑各期均植有大量綠化空間，每座大樓地面住客入口均採雙座式大堂設計（個別單邊座數除外），樓底挑高，在入伙當年屬於相當新穎而高貴的豪華設計賣點。雖然各住宅期數地底均設住客停車場，但住宅大樓之電梯並未能直達地庫停車場，住客需從後花園地面樓梯拾級而下（樂湖居停車場位於嘉湖新北江商場地庫，設計與其餘期數有別）。嘉湖山莊住宅單位與車位數量比例約7比1，車位可供自由買賣，現時除樂湖居外其餘期數停車場均不設時租。
嘉湖山莊各期樓宇圖則幾近相同，全部單位均設有鑽石形客飯廳和對流窗，優點為私隱度較高、景觀開揚、採光和通風效果優良；缺點則是難以擺放傢俬而且單位實用率稍低（約78%）。本屋苑標準單位間隔分三大類，包括建築面積約820平方呎（實呎約620-630）之三房（連套廁）大單位、建築面積約710平方呎（實呎約540）之三房中單位和建築面積約580平方呎（實呎約440）之二房細單位。每座最低樓層（約最低之10-15層）之A單位細房窗台採用內縮設計，故此批單位建築面積會比同座高樓層相同單位略小大約六平方呎。而無論各座樓宇高低樓層的大、中、小單位，客飯廳和廚廁面積均相約，各類別單位面積大小差異主要源於房間和廁所數量以及走廊長度。本屋苑各期均禁養狗隻。
特色單位方面，主要分為「相連單位」及「複式單位」。嘉湖山莊所有樓宇每組相鄰的兩個單位均可打通成相連單位，因為分隔兩個單位客廳之間的牆並不是主力牆，於較後期發售的期數，發展商已因應換樓需求提供一手出售的相連單位（發展商會負責將兩個單位二合一並改用單一大門）。無論新舊各期均有大量由小業主自行打通的相連單位，因區內大單位數目始終有限，這類單位可謂有價有市。另外，第五期（麗湖居）及第七期（景湖居）每座頂層均有1,100百餘至1,700餘平方呎並附連天台的複式單位，名為「御景軒」，貨源稀罕，成交稀落。
嘉湖山莊各有兩間住客會所——嘉湖鄉村俱樂部及嘉湖會所，以及購物商場——嘉湖新北江商場及嘉湖銀座（現稱+WOO 嘉湖），並且設有一所五星級酒店暨服務式住宅──嘉湖海逸酒店。另外，天水圍公園位於整個嘉湖山莊的中央位置，佔地廣達200萬呎，比香港島的維多利亞公園更為遼闊。交通方面，住客自行駕車經三號幹線約30分鐘已可達港九金融核心區，非駕駛者亦可以乘搭多條巴士線、港鐵屯馬綫、輕鐵、小巴等前往各區以及邊境口岸，也有居民穿梭小巴來往5、6、7期和天水圍站，交通網絡發展成熟，惟因路程長，車費便較高昂，車程耗時也較多。

## 意念
當年天水圍的地理環境，是影響著嘉湖山莊設計意念的最大因素。由於整個的嘉湖發展項目是建於一大片被填平的漁塘之上，所以發展商決定要盡最大可能去保護最多的環境。並在保護環境的同時，將環境融合於住客的日常生活當中。另外，當時發展商認為，如果有一些人，他們願意及準備好離開繁忙喧鬧的香港島及九龍去生活。那便是因為他們想體驗到一個更加貼近自然的生活方式。

## 規劃
嘉湖山莊的整體規劃強調低密度建築以及廣闊空間的和諧配合。事實上嘉湖山莊內的草地園林所佔的面積十分廣闊，休憩園林、泳池及球場等，已佔整個嘉湖山莊90%的空間，只有10%用作建造住宅大廈，可見密度之低、綠林之大。此一特點乃嘉湖山莊由建成以來到現在的最吸引人之處，目前大部份的私人住宅屋苑也無法比擬。
嘉湖山莊的規劃屬於1990年代十分流行的大型屋苑類別，麗港城、匯景花園及海怡半島是為同類型規劃的例子，而嘉湖山莊是為香港中，有同類型規劃的典型例子。這類屋苑的面積比較大，在劃分園林、道路及商業設施等時會有較大的靈活性。有別於較早期的屋苑，如美孚新邨。商店大多數集中在住宅大廈的地面，間接令居住環境比較複雜，而商店的數目也受到地面空間所限。但大型屋苑這類規劃，受惠於地盤的面積比較大，可以另找空間設置購物商場。除了能把不同商店集中一起，方便保安及管理外，更能用住宅大廈的地面作休憩等用途。而考慮到方便性，這類規劃的商場或購物中心會設於項目的中心點，或是容易到達的位置，嘉湖銀座便是嘉湖山莊整個規劃當中的一個主要購物中心。
同時，嘉湖山莊的規劃當中，把不同期數視為一個屋苑。把大型的休憩空間設置在屋苑的中央位置（天水圍公園），讓所有的住客共同享用。
在公共設施方面，嘉湖山莊的範圍中設有醫療設施－天水圍健康中心，設有多所中、小學及幼稚園，及設有不同的康樂康體設施等－天水圍游泳池、天水圍體育館、天水圍運動場。總結來說就是能讓居民能在不離開屋苑範圍的情況下，便能找到生活中一切的必需品。

### 樂湖居（第1期）
於1991年10月開售，1992年初入伙，位於天水圍天湖路1號，共有14座住宅大廈，樓高27至35層，合共提供3,472個單位。樂湖居開售時以1,850至1,900一呎開售，吸引了逾三萬多人登記購買。
屋苑擁有多個不同特色的噴泉式水池及草坪，為居民提供舒適悠閒之綠化居住環境。此外，屋苑附設四個兒童遊樂場、兩個網球場。在2002年，屋苑增建了親子種植園地，提供20塊耕地供業戶租用，讓業戶與家人一起參與。樂湖居附近設有嘉湖會所，嘉湖新北江商場及巴士總站。本期是嘉湖山莊眾多期中最接近天水圍站及交通最方便的。
第1期樂湖居樓宇一律採用東芝升降機。

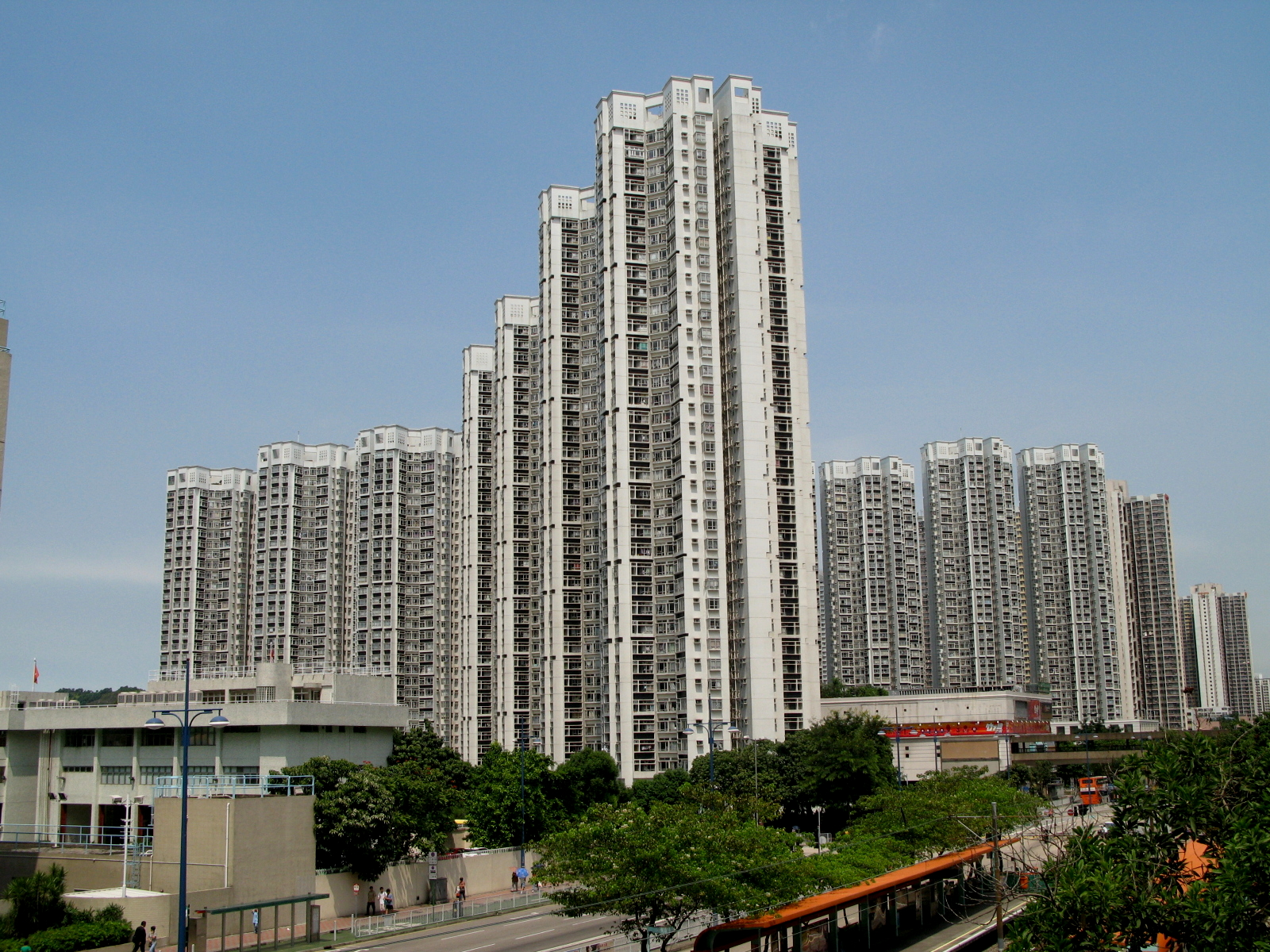
樂湖居
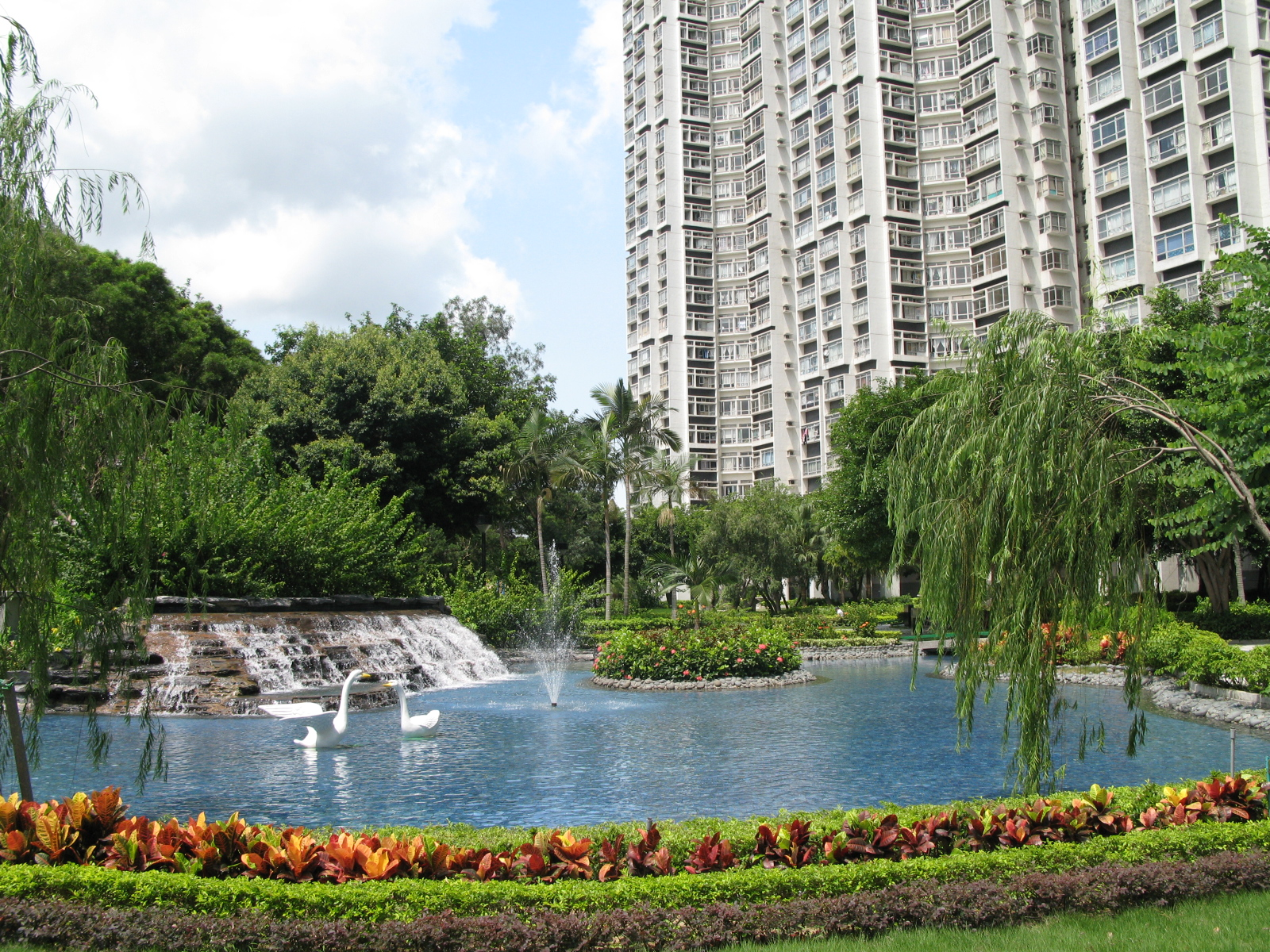
特色的噴泉式水池
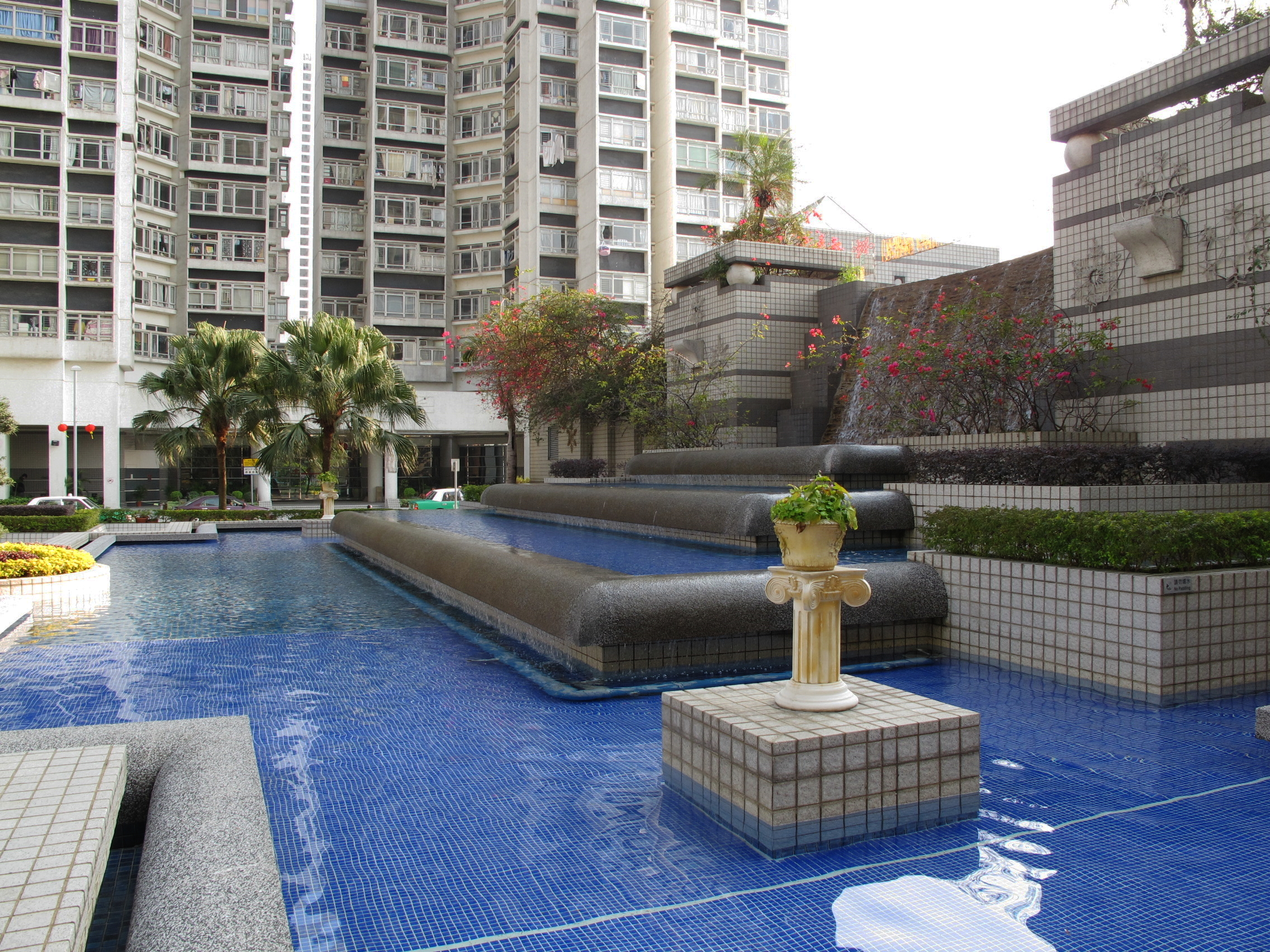
人工瀑布
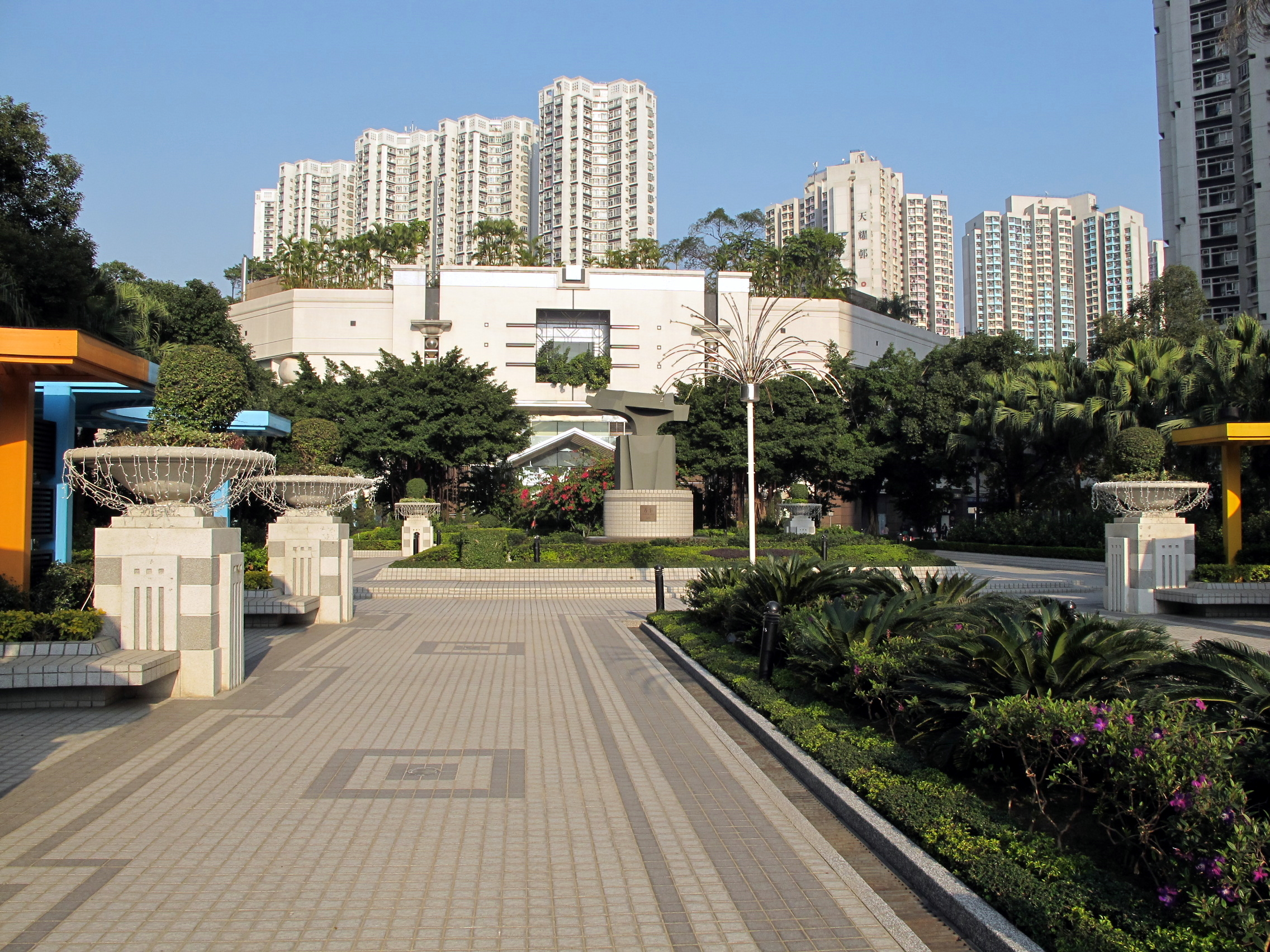
遠攝嘉湖會所及嘉湖新北江商場

### 賞湖居（第2期）

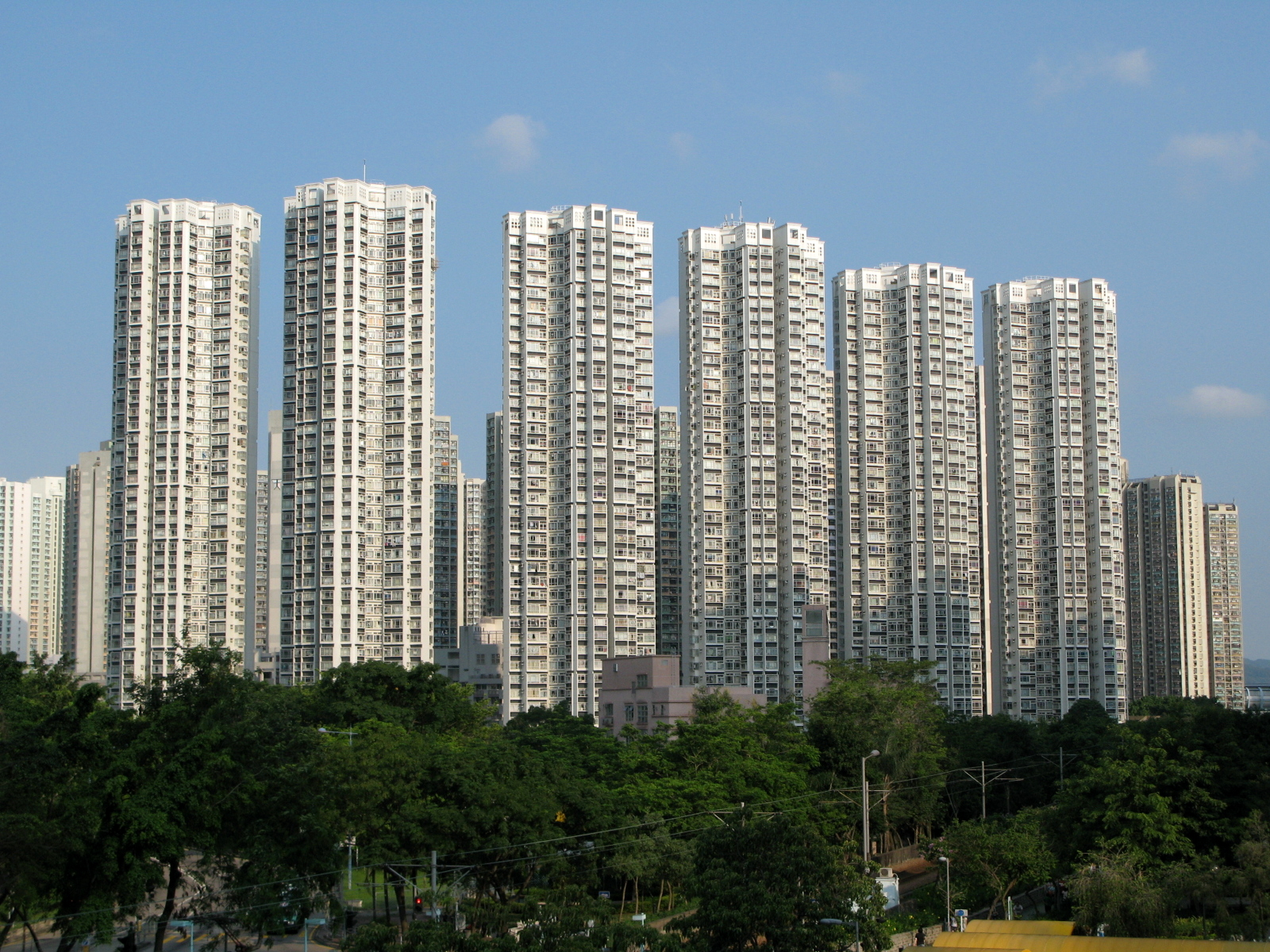
賞湖居

於1992年開售，1993年3月入伙，共有6座住宅大廈，樓高35至39層，合共提供1,776個單位。屋苑休憩空間佔總面積60%。與嘉湖山莊各期一樣，設有不同特色的噴泉式水池及大草坪。此外，屋苑附設兒童遊樂場及兩個網球場。屋苑附近設有幼兒園及天水圍健康中心。然而，賞湖居是嘉湖山莊唯一一期不設泳池，使居民要到鄰近的住客會所才能使用。
第2期賞湖居樓宇一律採用東芝升降機。

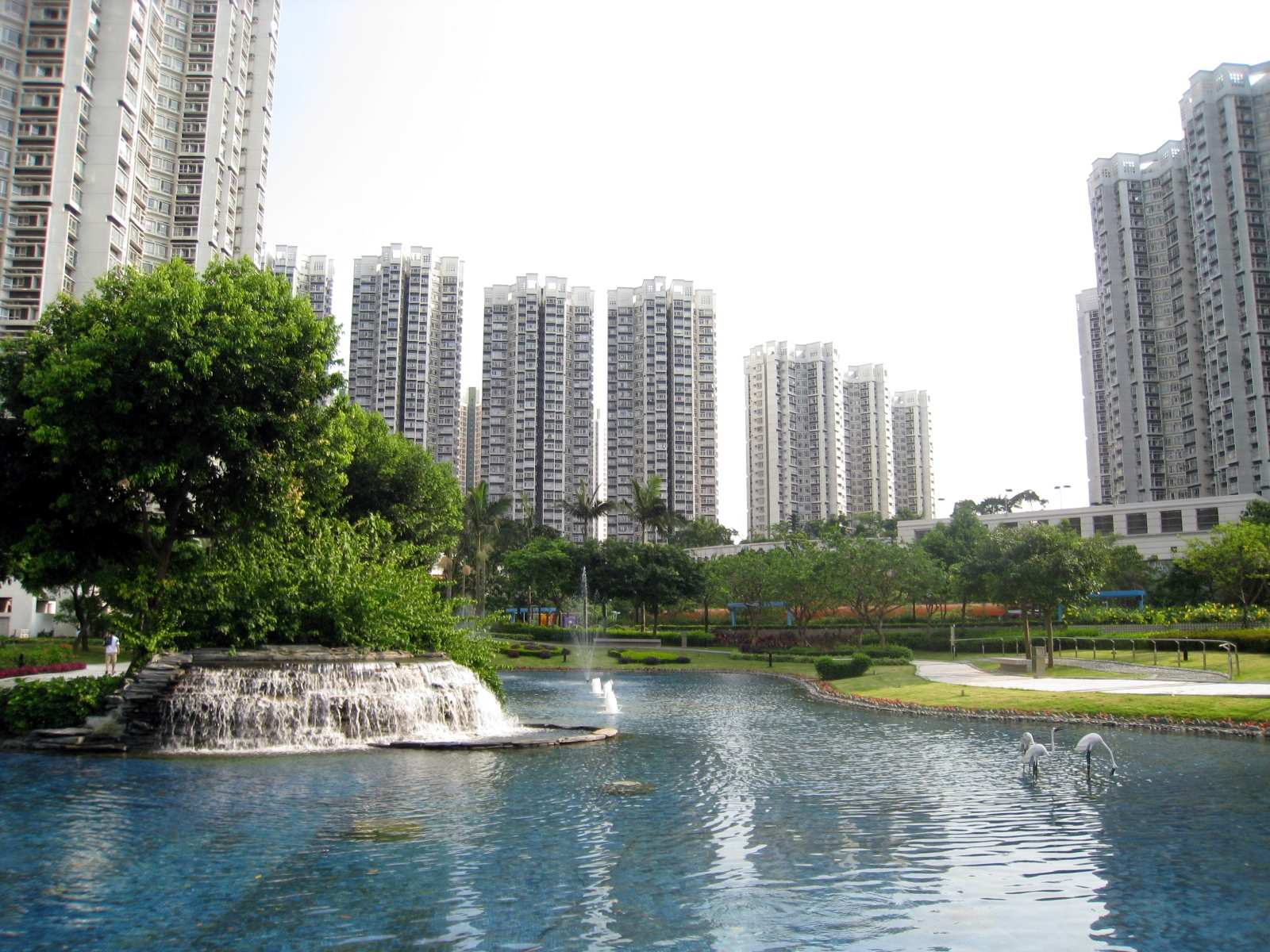
噴泉式水池
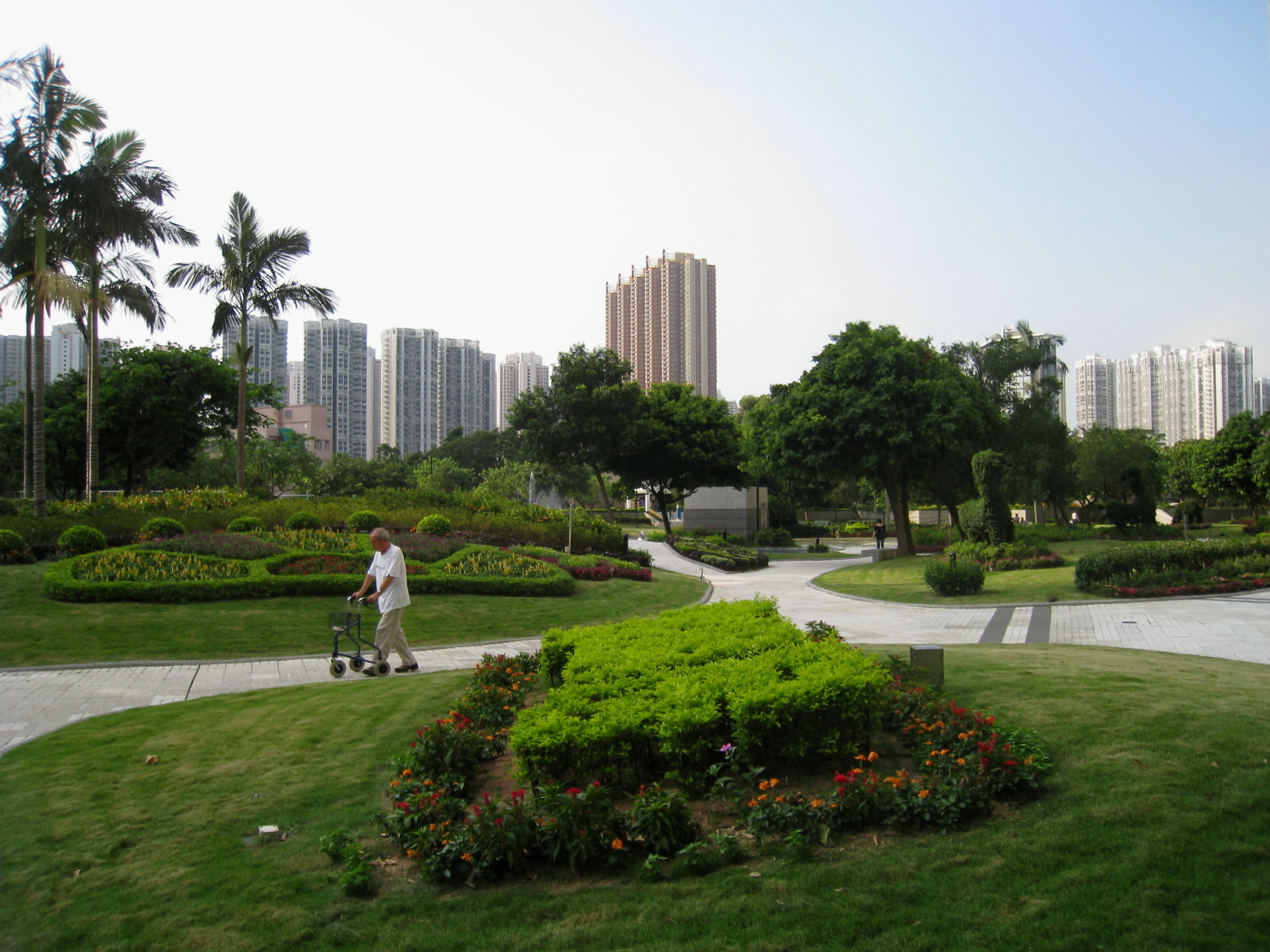
賞湖居屋苑休憩空間
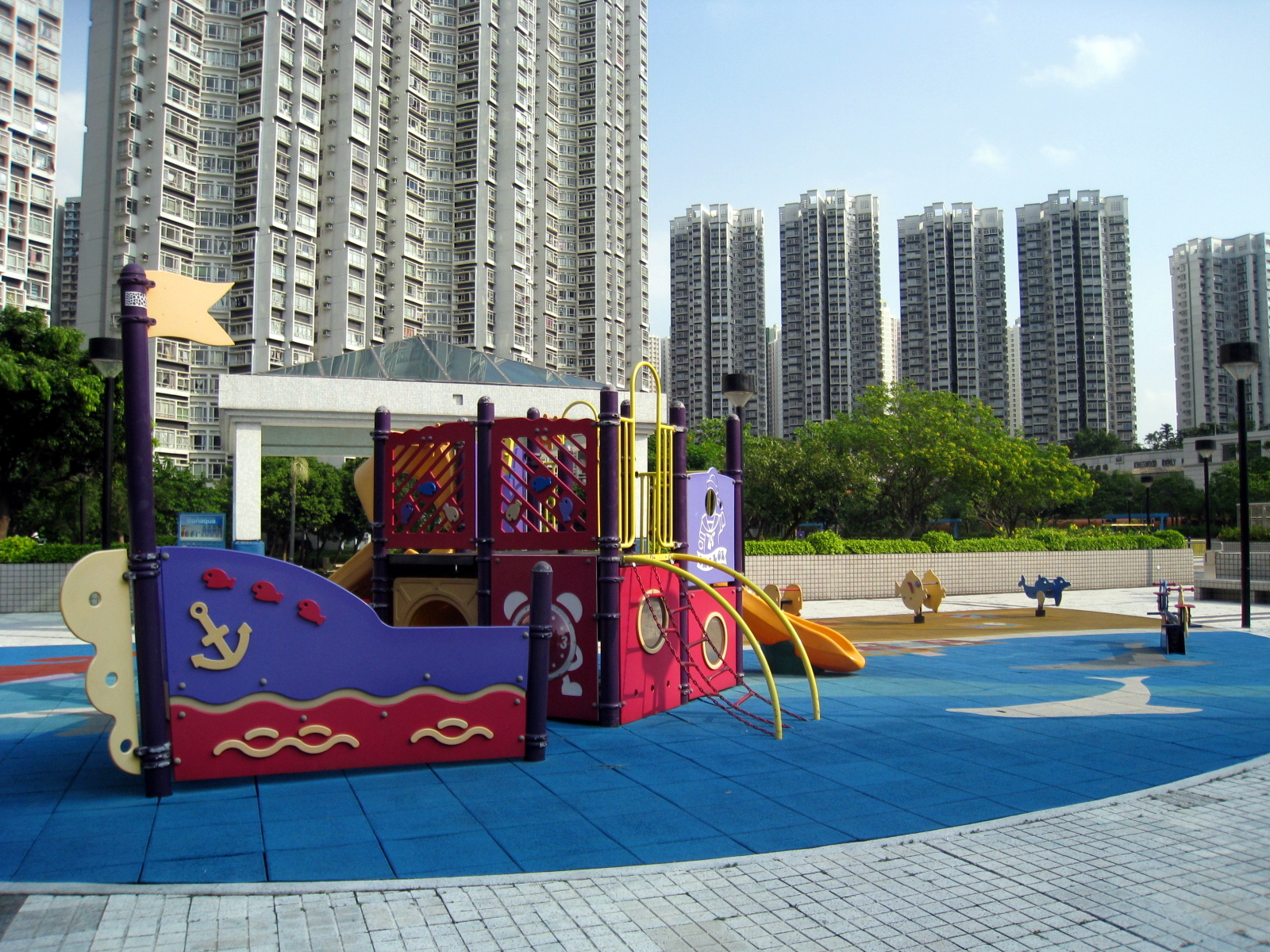
兒童遊樂場

### 翠湖居（第3期）

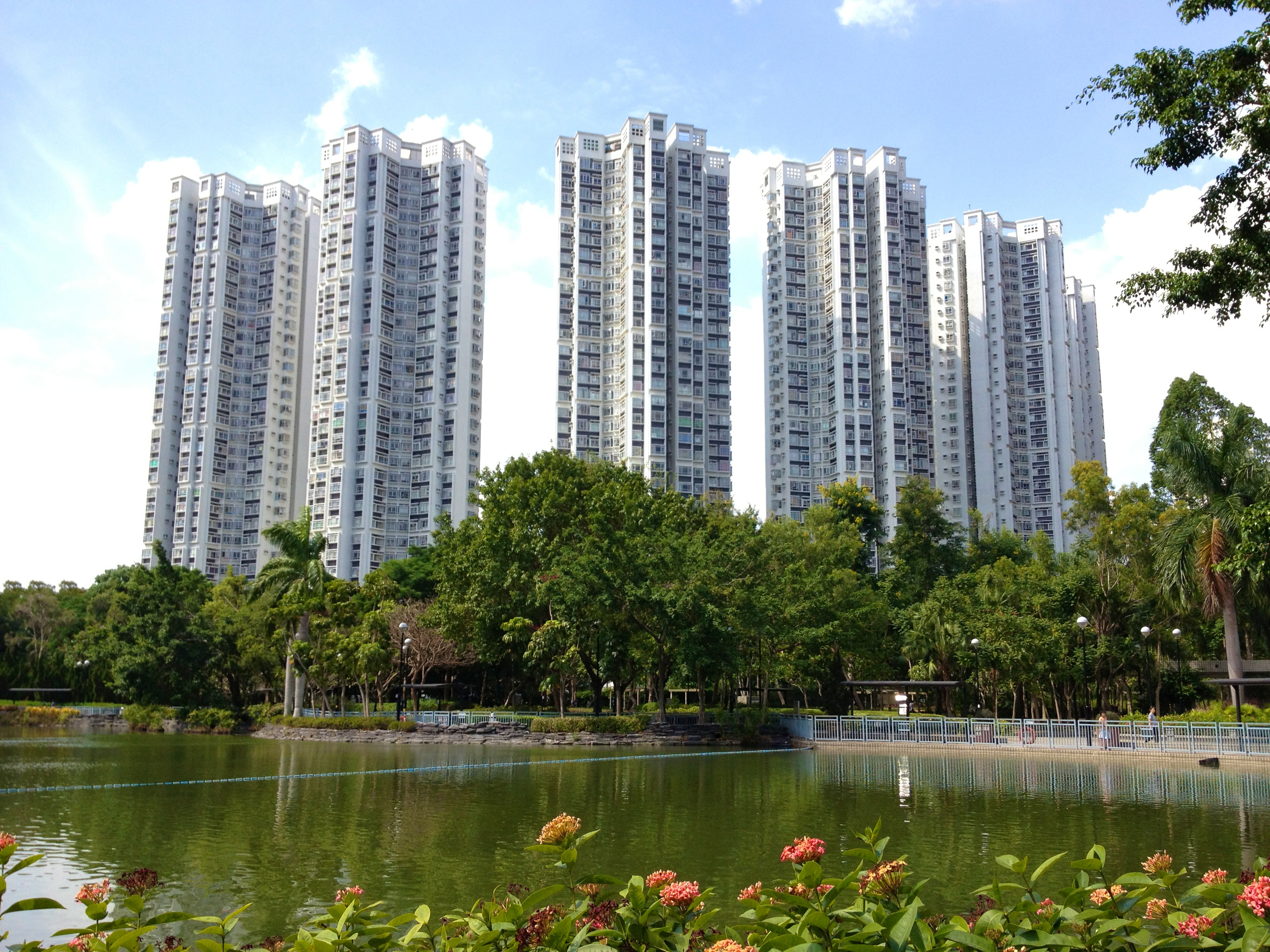
翠湖居

於1993年9月入伙，入口位於天瑞路8號，共有6座住宅大廈，每座樓高32層，合共提供1,536個單位，不設原裝特色單位。翠湖居以90%面積闢作平台花園及綠化空間。本期是嘉湖山莊裡唯一每座樓宇層數均相同的期數，只有32層的高度，相對嘉湖山莊的其他期數是規模最小的一期，亦是唯一沒有與其他期數相鄰的一期。屋苑附設住客停車場、兒童遊樂場及兩個網球場。此外，翠湖居是嘉湖山莊中唯一一期屋苑連接200多萬呎的天水圍公園而建，於後花園設有通道直達。翠湖居附設獨棟建築的小型會所，設施除了有游泳池外，還設有桑拿及蒸氣浴室。小型會所下地面層則設有多間商店，包括惠康超級市場、琴行、教育中心及福音堂，是嘉湖山莊各期裡（除一期樂湖居緊貼新北江商場以及四期嘉湖銀座本身即為商場之外）唯一非純住宅用途小區。
翠湖居十分鄰近嘉湖銀座、天水圍公共交通交匯處、輕鐵站以及天瑞、天頌、天華等附有商場及街市的公共屋邨，居民日常生活機能完善。本期屋苑已於2013年初完成清洗外牆工程，回復潔白原貌。值得一提的是，本期屋苑於入伙初期（1994-1995年）曾為嘉湖山莊居民巴士服務（城巴非專利線NR925）的總站，早上繁忙時間由翠湖居行車通道（第六座前）開往中環，其後約1995-1996年為配合景湖居入伙，該線起點才改為美湖居巴士總站。儘管該非專利線早已在2006年4月10日被同為城巴營運的專利線969B取代（行車路線類同），現時每早仍有多班（屬公共巴士身份的）969B線雙層城巴專程繞路駛進本期屋苑私家路接戴乘客，實為香港公共交通史上較罕見安排。
翠湖居近半數單位（A、B、G、H）座北向南面向天水圍公園，第一至五座中層以上部份單位更可俯瞰天水圍公園大型人工湖景色，屬於嘉湖山莊各期數中最優質座向和景觀之一，故此該等座向單位向來非常搶手，呎價在嘉湖山莊各期單位中佔據前列位置。而其餘座向單位（俱為500多呎及700多呎中小型單位）普遍面向樓景、后海灣景致，但低層單位有可能被天水圍官立小學阻檔景觀。由於天頌苑、天瑞邨設於翠湖居的兩旁位置，所以對1、2、6座的景觀影響較大。而將會即將興建的天水圍醫院，將會有約三整面的綠化空間包圍醫院大樓，而其中一面將會面向翠湖居，所以日後該批座向單位的綠化景觀反而有所增加。不過單位面向著天水圍的輕鐵及主要道，所以會有較多噪音，特別是位於中高層的單位。
2017年9月，嘉湖山莊翠湖居網頁在第11屆翠湖居業主委員會的協助下成立。
第3期翠湖居樓宇一律採用東芝升降機。
1993年 嘉湖山莊翠湖居的廣告片段（页面存档备份，存于）

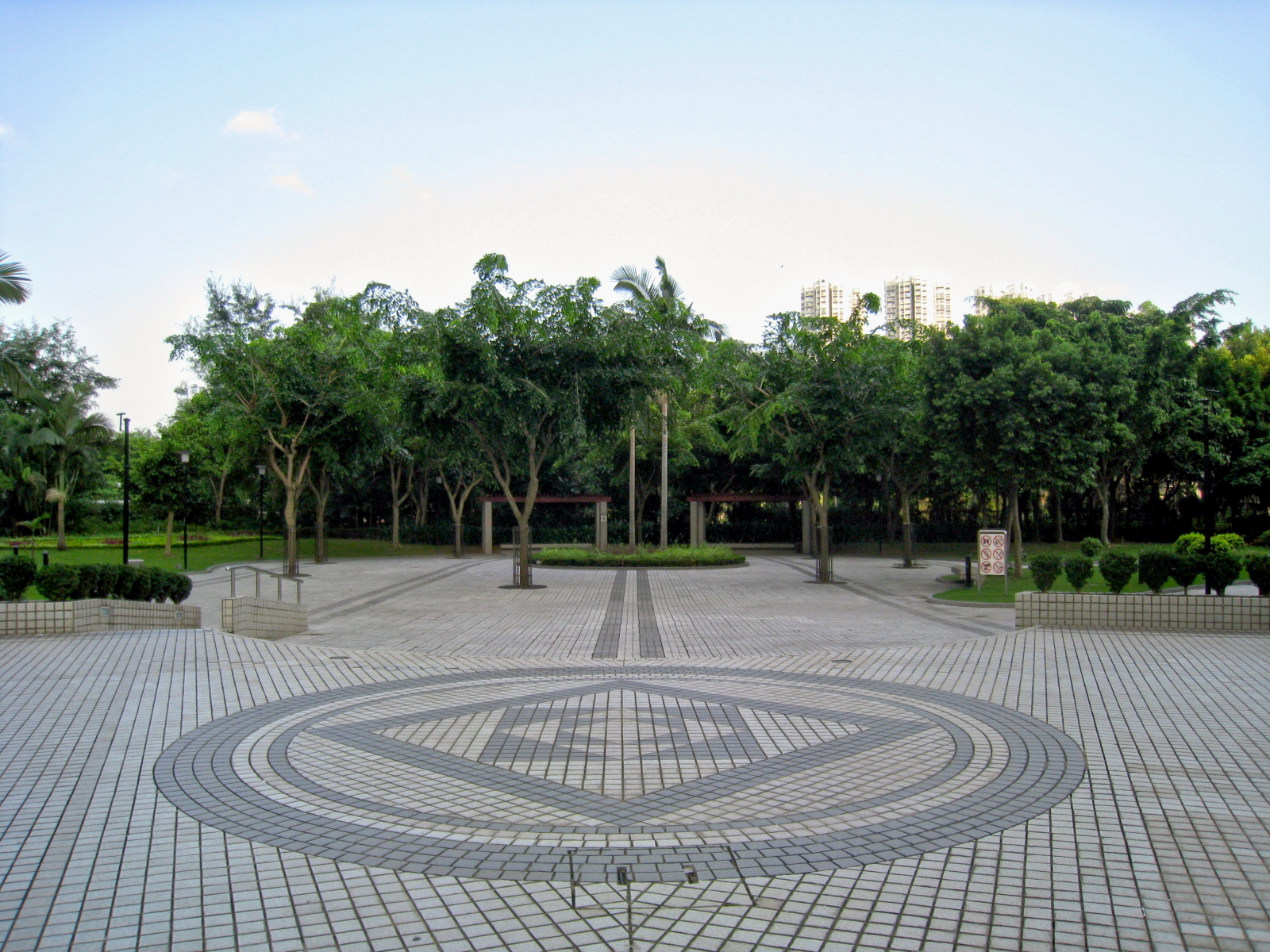
入口廣場
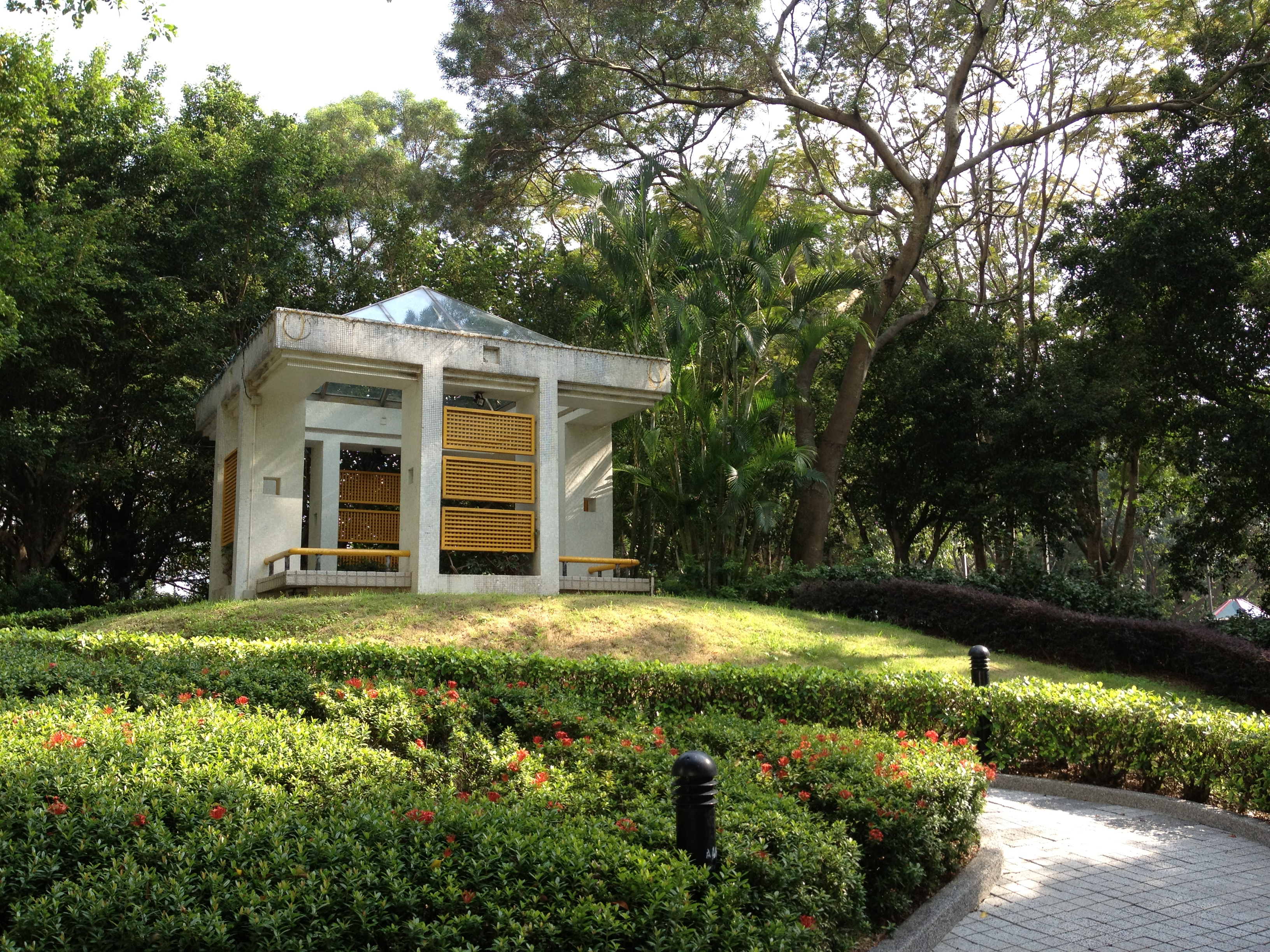
涼亭
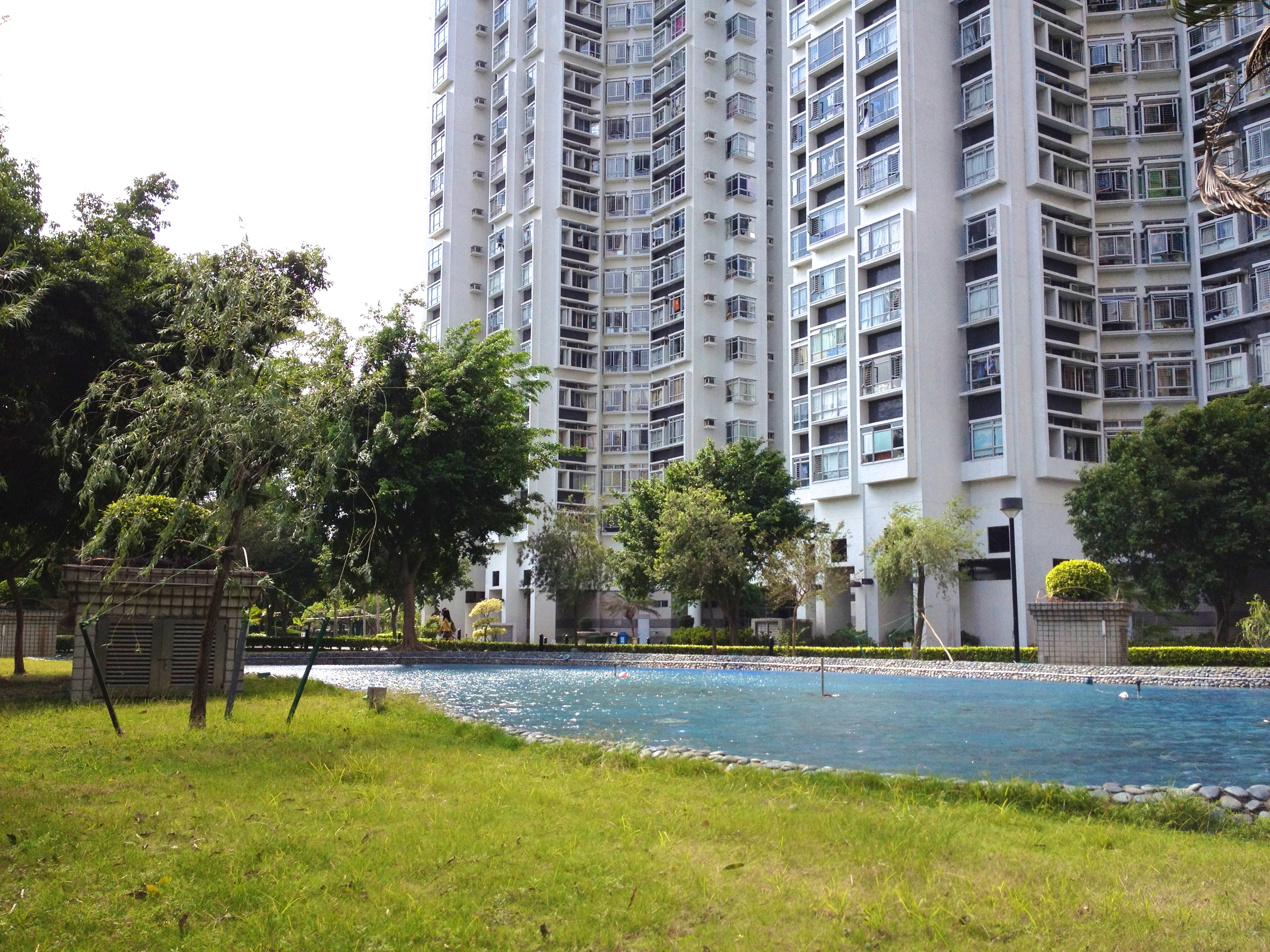
翠湖居綠化空間
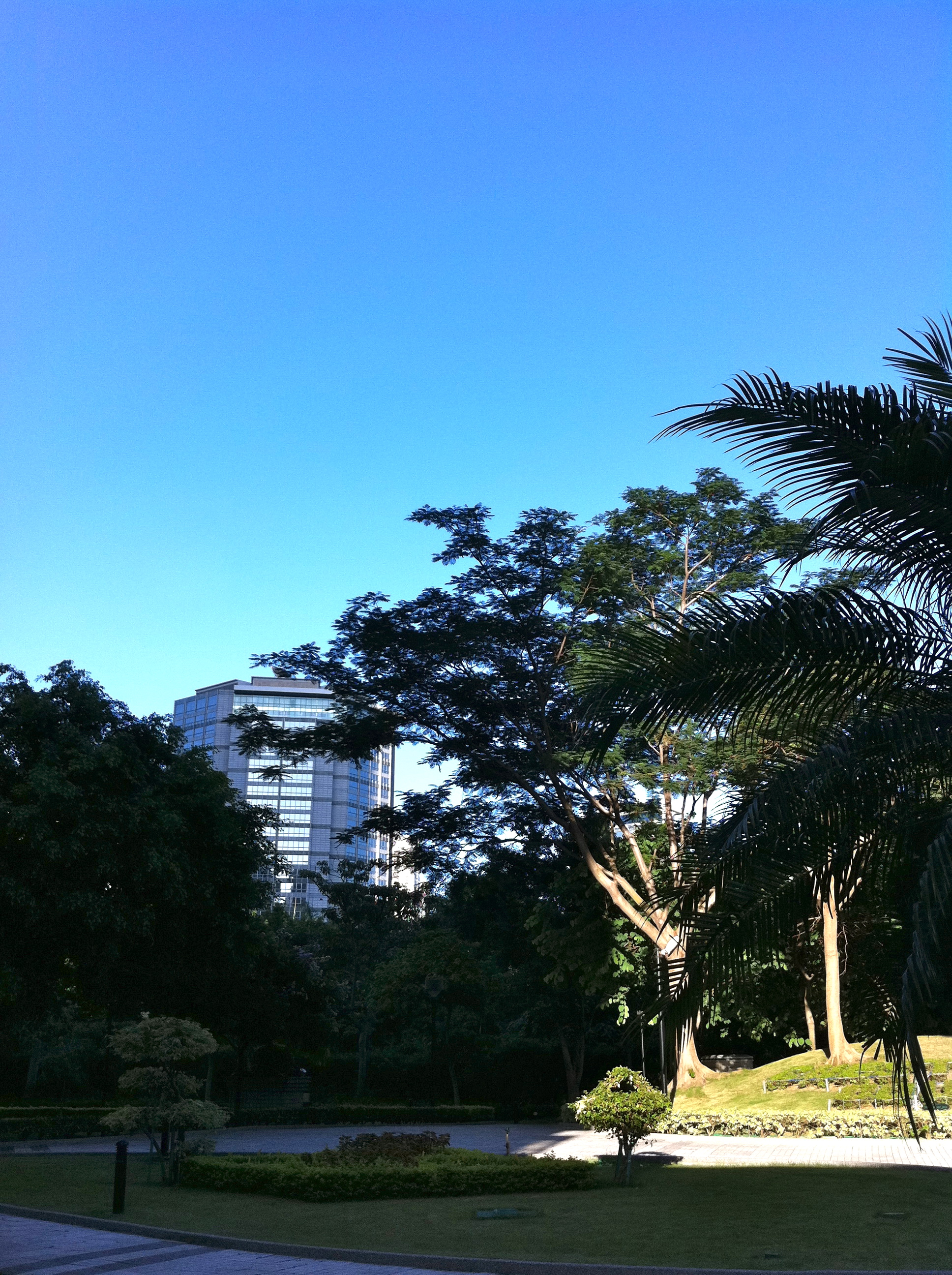
從翠湖居眺望嘉湖海逸酒店

### +WOO 嘉湖及嘉湖海逸酒店（第4期）
+WOO 嘉湖，於2013年10月9日前稱嘉湖銀座和於2019年10月9日前稱置富嘉湖，位於香港新界元朗區天水圍新市鎮天恩路12-18號，為商場及酒店混合物業。商場佔地逾60萬平方呎，為全天水圍最大的私人發展的商場。商場上蓋為嘉湖海逸酒店（四星級）。
2013年7月30日置富產業信託管理人與長實（001）訂立諒解備忘錄，以58.49億元收購天水圍發展有限公司全部權益連股東貸款，該公司持有位於嘉湖銀座商場及其他資產，包括整座嘉湖銀座商場、位於天水圍的嘉湖發展項目內的其他零售、幼稚園、車位及該等範圍的附屬空間和保留部份，包括622個車位。商場及其他零售可出租總面積66.5萬平方呎，惟不包括約58棟住宅大樓、「嘉湖海逸酒店」的酒店、報案中心、其他商業區及車位。
第4期所有商業樓宇一律採用奧的斯升降機。
2013年10月9日置富產業信託完成收購嘉湖銀座物業，商場部分改名為置富嘉湖。
2019年10月9日置富產業信託完成收購物業六周年，商場再易名為+WOO 嘉湖。

### 麗湖居（第5期）

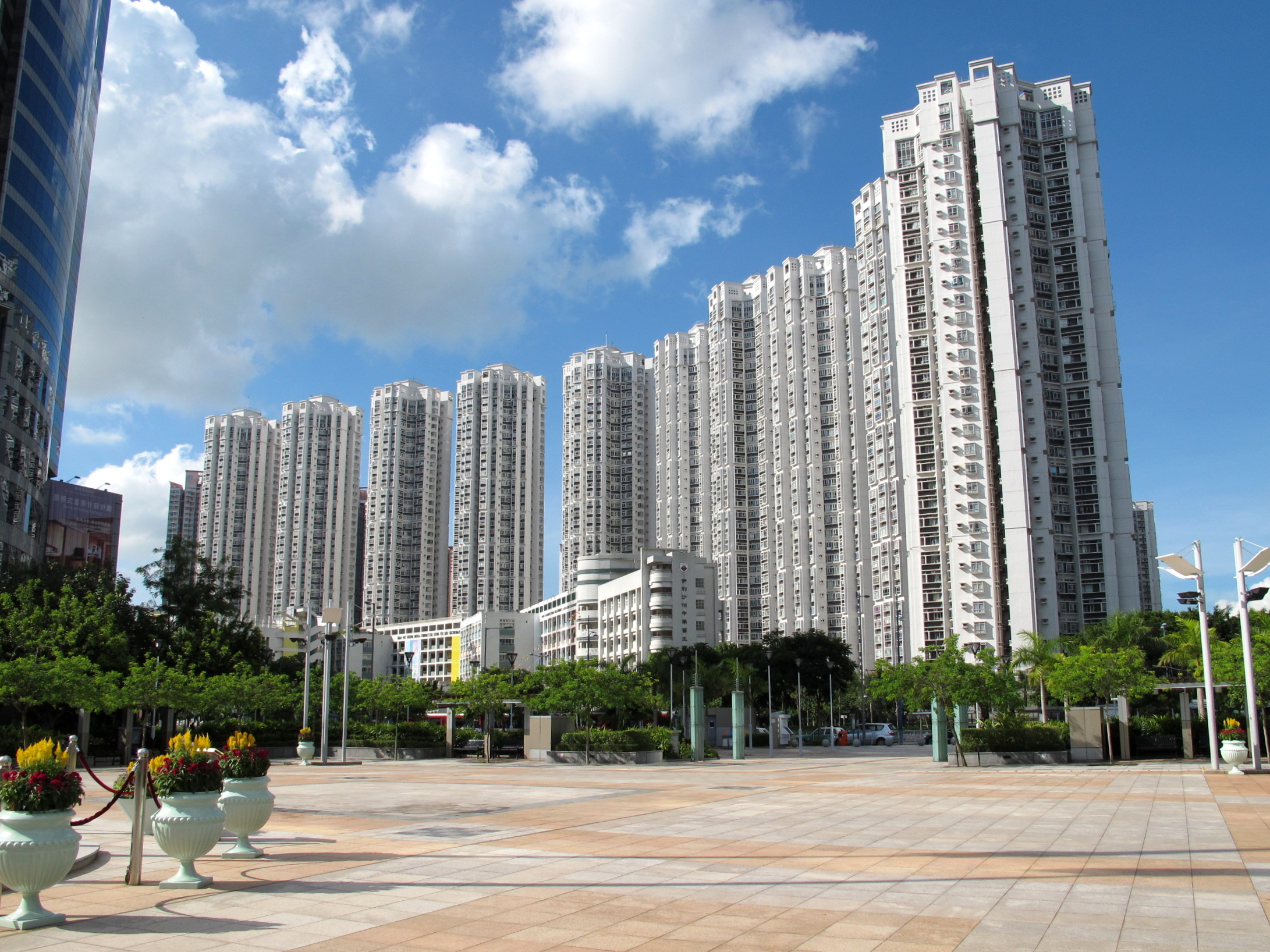
麗湖居

於1995年開售，1996年2月入伙，共有10座住宅大廈，樓高30至38層，合共提供2,864個單位。屋苑休憩空間佔總面積一半。與嘉湖山莊各期一樣，麗湖居設有兩個不同特色的噴泉式水池及大草坪。此外，屋苑附設兒童遊樂場、兩個網球場、石春徑、太極場、游泳池及戶外健體設施。麗湖居每座住宅大廈頂層為8個相連及複式單位，複式單位頂層更設天窗，嘉湖山莊各期中是沒有的。麗湖居於嘉湖山莊各期中，距離天水圍巴士總站、嘉湖銀座購物商場較近。
第5期麗湖居樓宇一律採用奧的斯升降機。
1995年 嘉湖山莊麗湖居的廣告片段 （页面存档备份，存于）

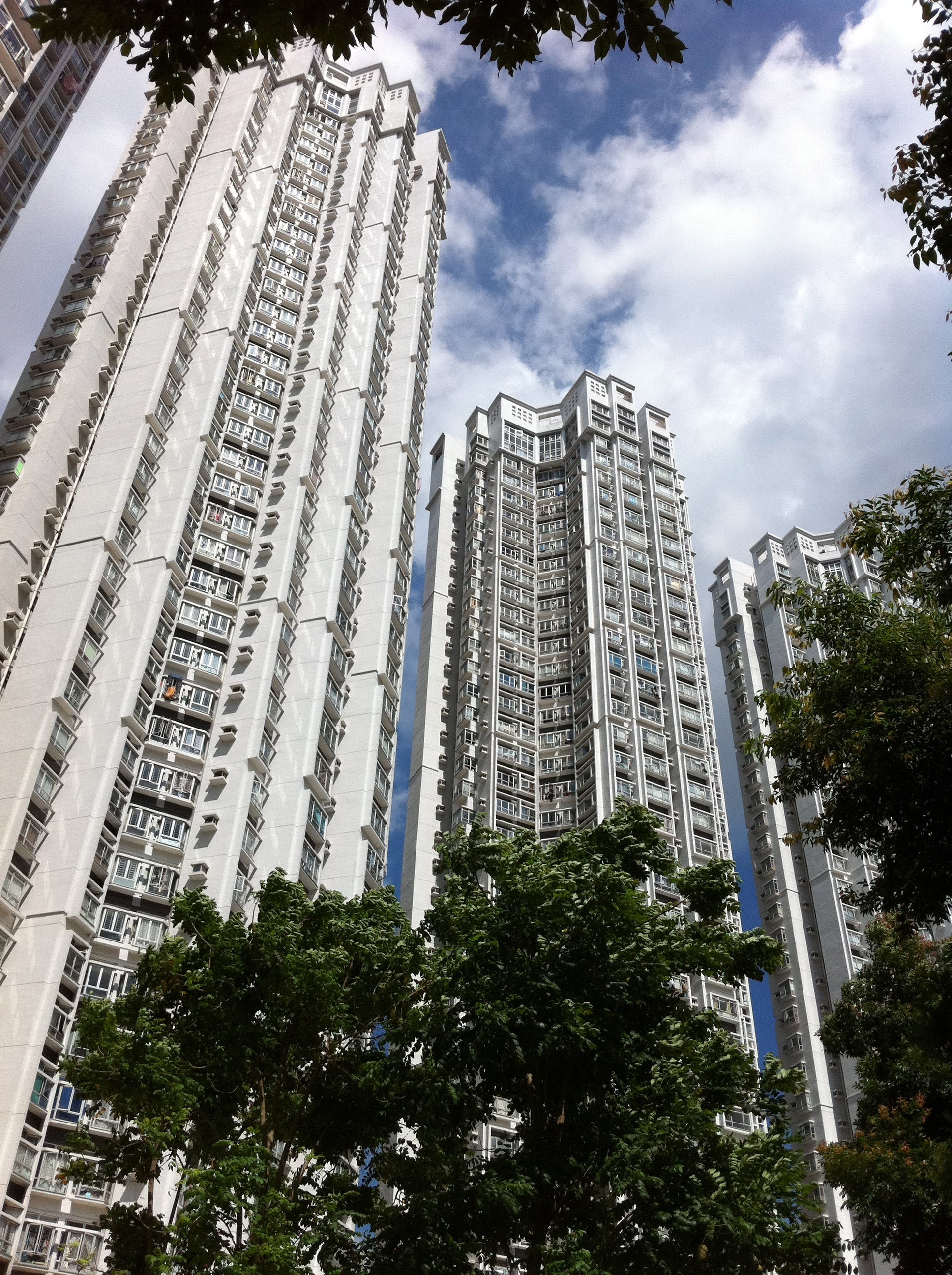
從麗湖居花園看大廈外觀
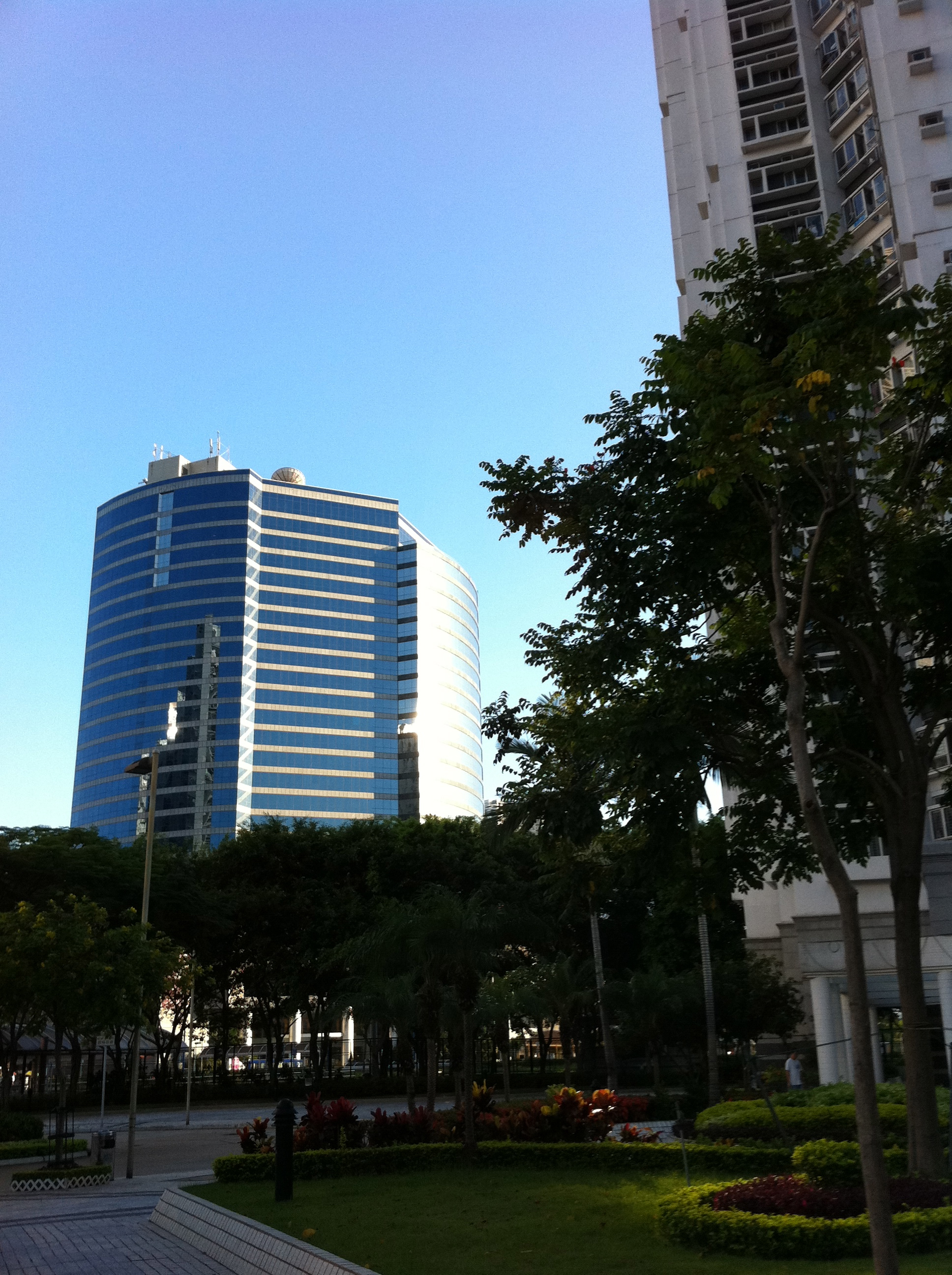
從麗湖居望向嘉湖海逸酒店

### 美湖居（第6期）

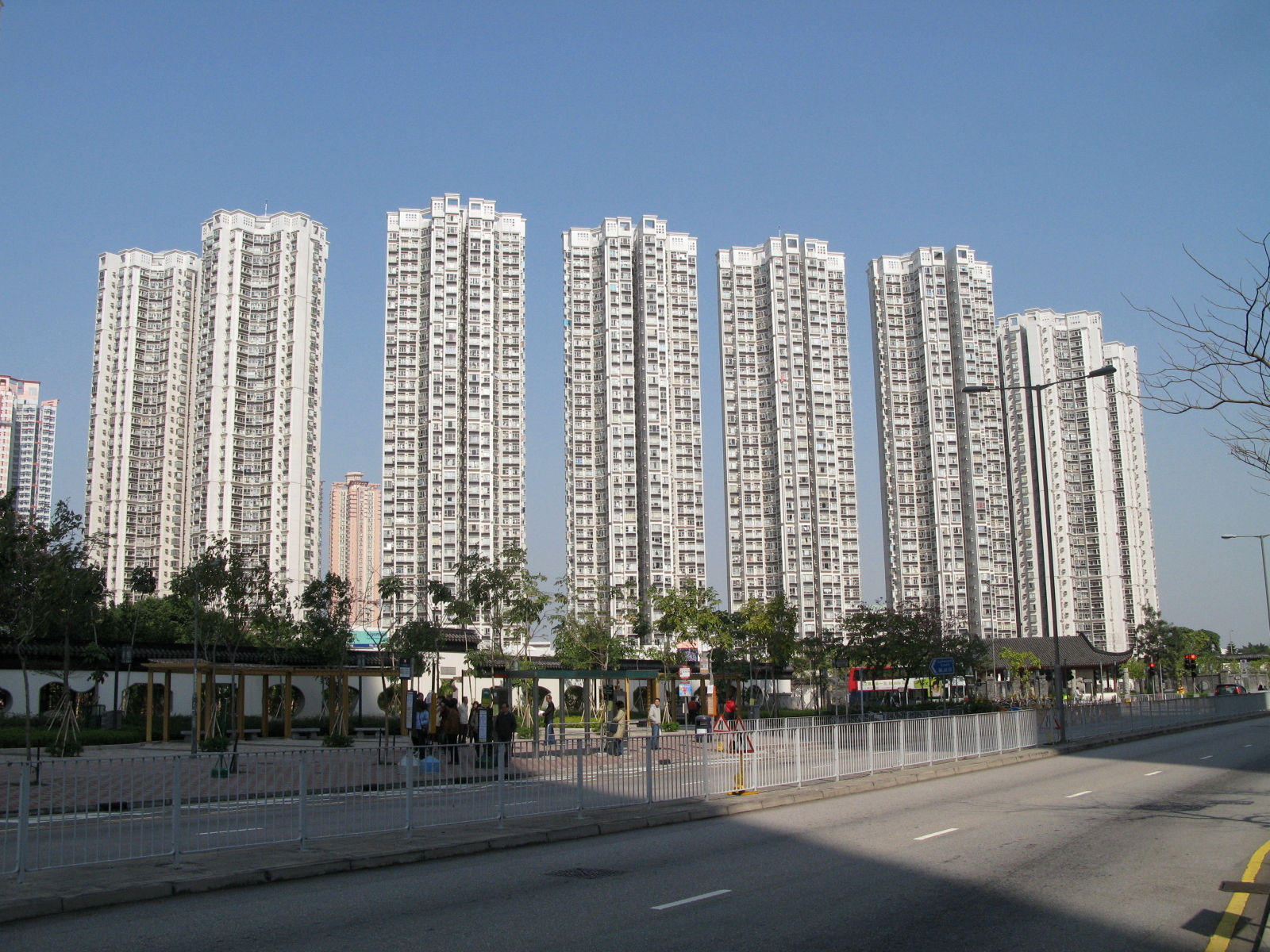
美湖居

為嘉湖山莊樓齡最新的期數，於1997年2月開售，1998年5月入伙，共有8座住宅大廈，樓高32至38層，合共提供2,264個單位（部份為原裝一手相連單位），不設頂層複式單位。美湖居於嘉湖山莊各期中，裝修用料是最好及最豪華的，外觀金碧輝煌，再加上景觀較佳，接近半數單位（於開賣時）均可遠眺后海灣及深圳，因此1997年公開發售時即使建築呎價高達$5,000一平方呎仍然極速沽清，二手價格亦較其他期數稍貴。開售時發展商邀請了天王級歌手黎明拍攝廣告和擔任代言人。其當時的主打派台歌《開放》更成為廣告主題曲。其歌詞中的一句「我的緊緊張張已放鬆，對外網絡已接通」，「昨日真的太閉塞，以為那是我本質，從此我要換一種氣質」，意指美湖居落成前三號幹線（郊野公園段）大欖隧道已落成通車，不用再飽受屯門公路塞車之苦。美湖居位處一偶而且佔地廣闊，大部份單位環境清靜。其中第一座至第四座較方便因較接近出九龍的巴士站及天晴邨的商場，第五至第八座則較清幽。另外，美湖居旁的天華路將會貫穿洪水橋北未來的新發展區，撥作高科技發展用途，當發展完成，將改善美湖居附近的交通。
美湖居與其餘期數最顯著不同之處，是無論花園設施、住宅大堂等公用空間以至單位內部廚廁牆壁大理石／瓷磚，均改為採用粉紅色調作為主色搭配鍍金裝飾配件，而非其餘較舊期數數統一使用的黑白灰色系；而且正因為公用地方更大量地使用大理石作牆面裝潢、以及比其餘期數增添更多行人路燈，更顯金壁輝煌的豪華感覺。屋苑除了擁有多個不同特色的噴泉式水池及草坪，還設有戶外游泳池、一個網球場、一個籃球場、兒童遊樂場及親子種植樂園。屋苑外設有一間幼兒園、一間英文小學及嘉湖山莊住客專用的巴士總站，然而城巴在2006年8月停辦嘉湖山莊居民巴士服務關係，已改由冠忠巴士開辦之居民巴士線替代。美湖居正門（即車路入口）兩旁是政府中式庭園「龍園」，內設錦鯉池、石春路、涼亭、長者健身設施及緩跑徑等。
天水圍區內整體規劃上幾乎每個屋邨／屋苑小區旁都設有輕鐵車站方便居民。包圍美湖居的天華路和天慈路設有輕鐵天水圍支線第六期預留地，有充足土地面積亦用以建設輕鐵路軌和車站。但該支線最終並未落實興建；原預留位置更已被大量植樹綠化。雖然美湖居沒有與輕鐵車站相鄰，然而附近有大量巴士線直達港九新界各區，住戶亦可選搭屋苑專車直達西鐵綫天水圍站。另外，有別於景湖居及麗湖居屋苑專車直達樂湖居巴士總站（嘉湖新北江商場）的安排，美湖居相同路線屋苑專車於天耀邨耀盛樓外巴士站設立上落點。
一般而言，美湖居二手住宅單位的成交價格比其他期數為高，買家普遍會因美湖居金碧輝煌帶來的豪華感覺及更佳景觀而願意高價購入住用。
第6期美湖居樓宇一律採用東芝升降機。

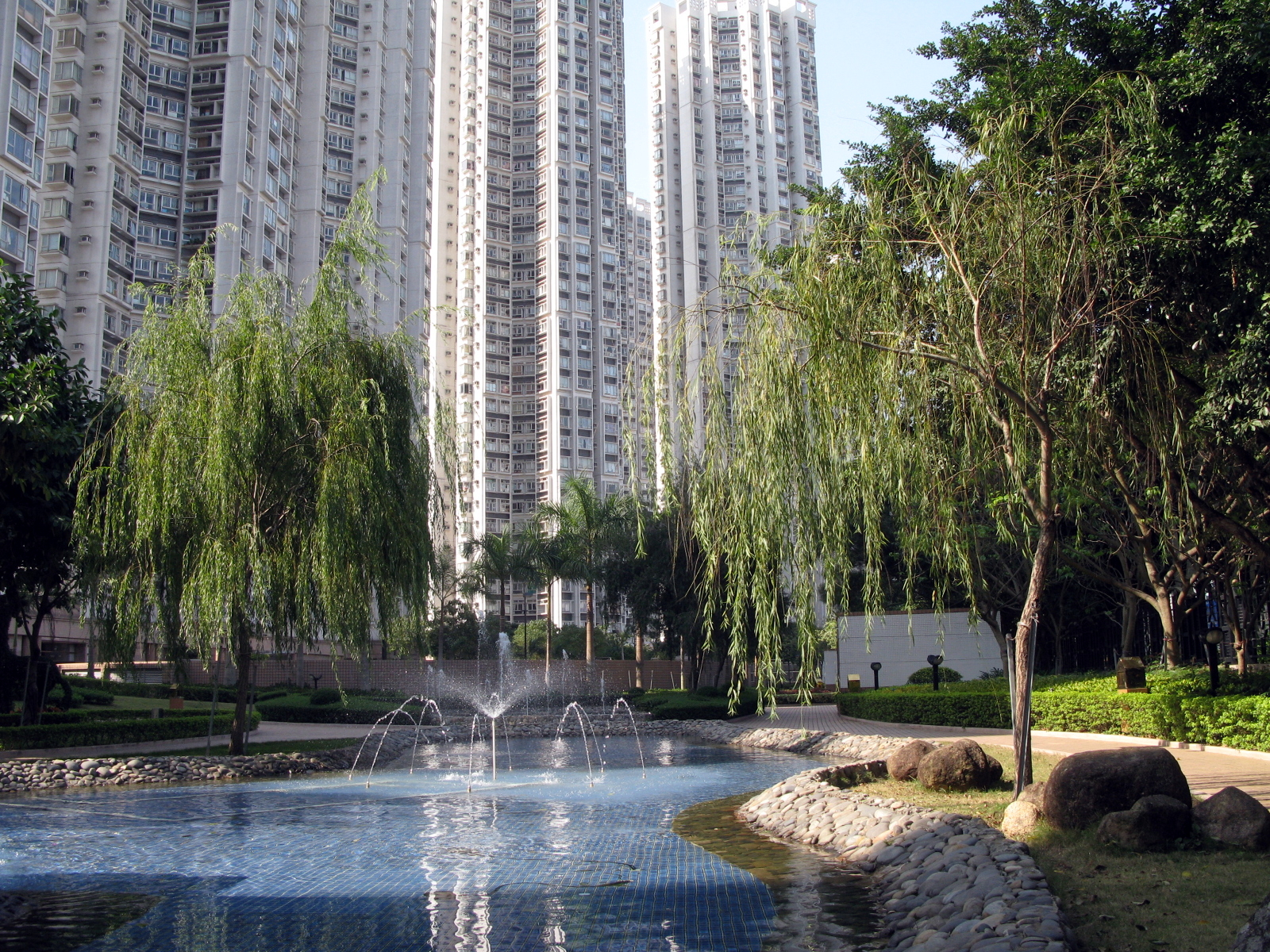
特色的噴泉式水池及草坪
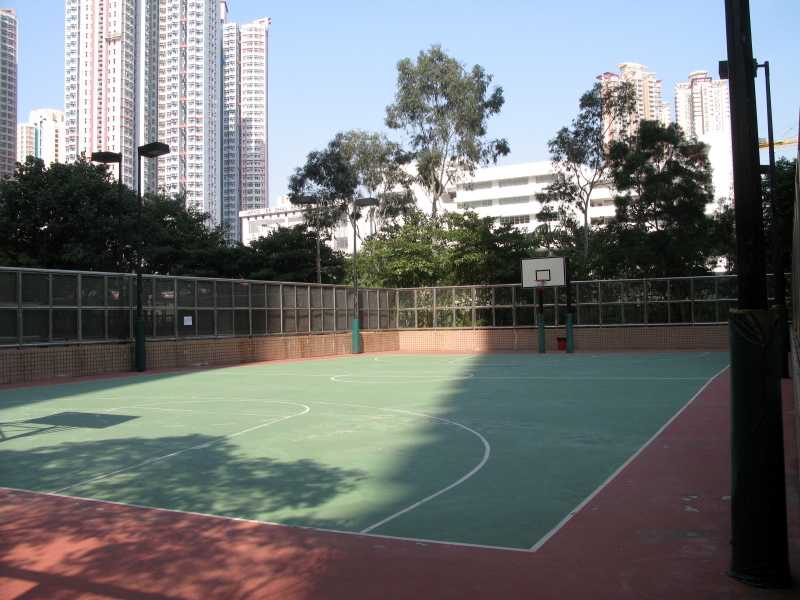
籃球場
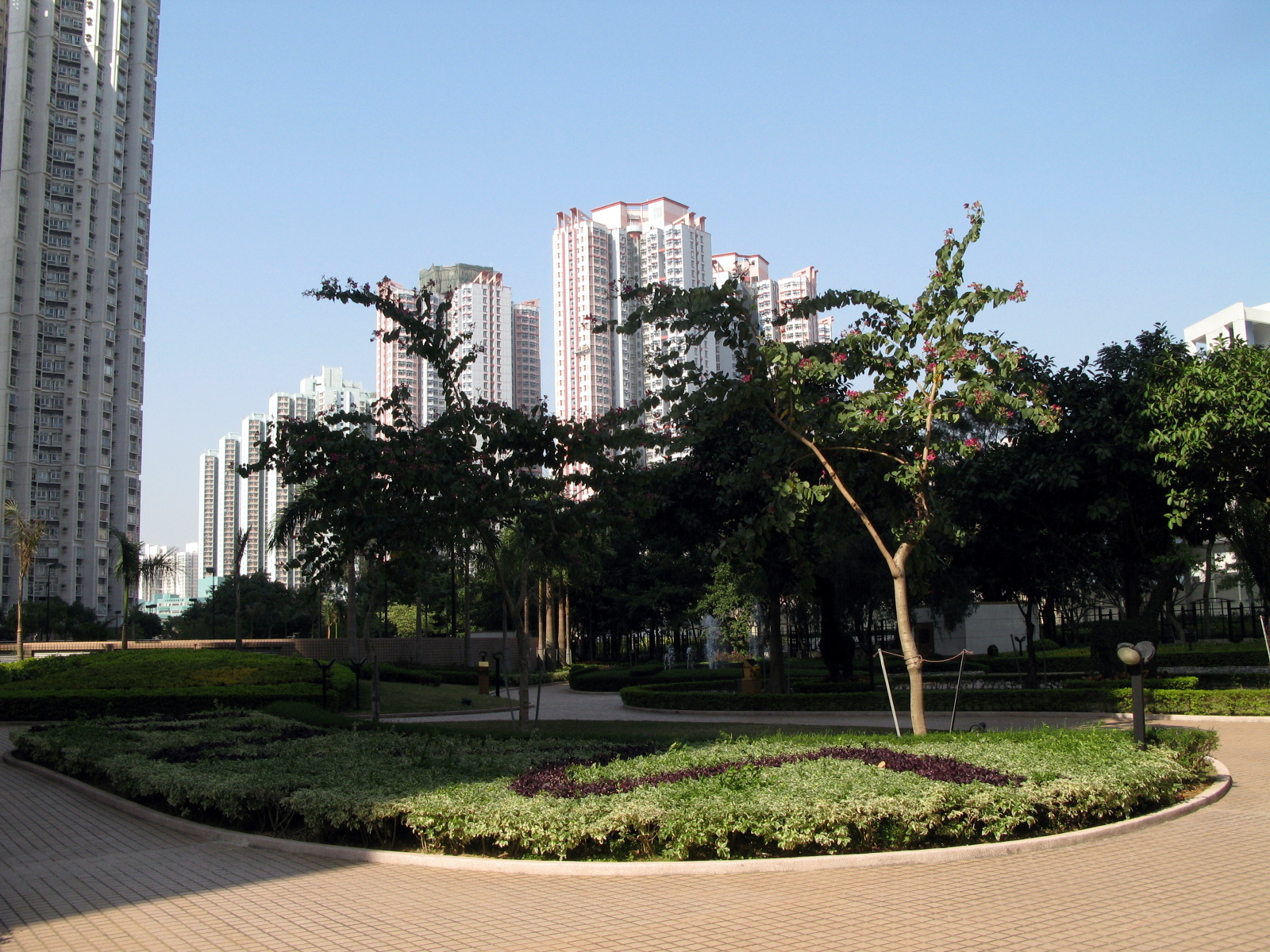
龐大的休憩空間
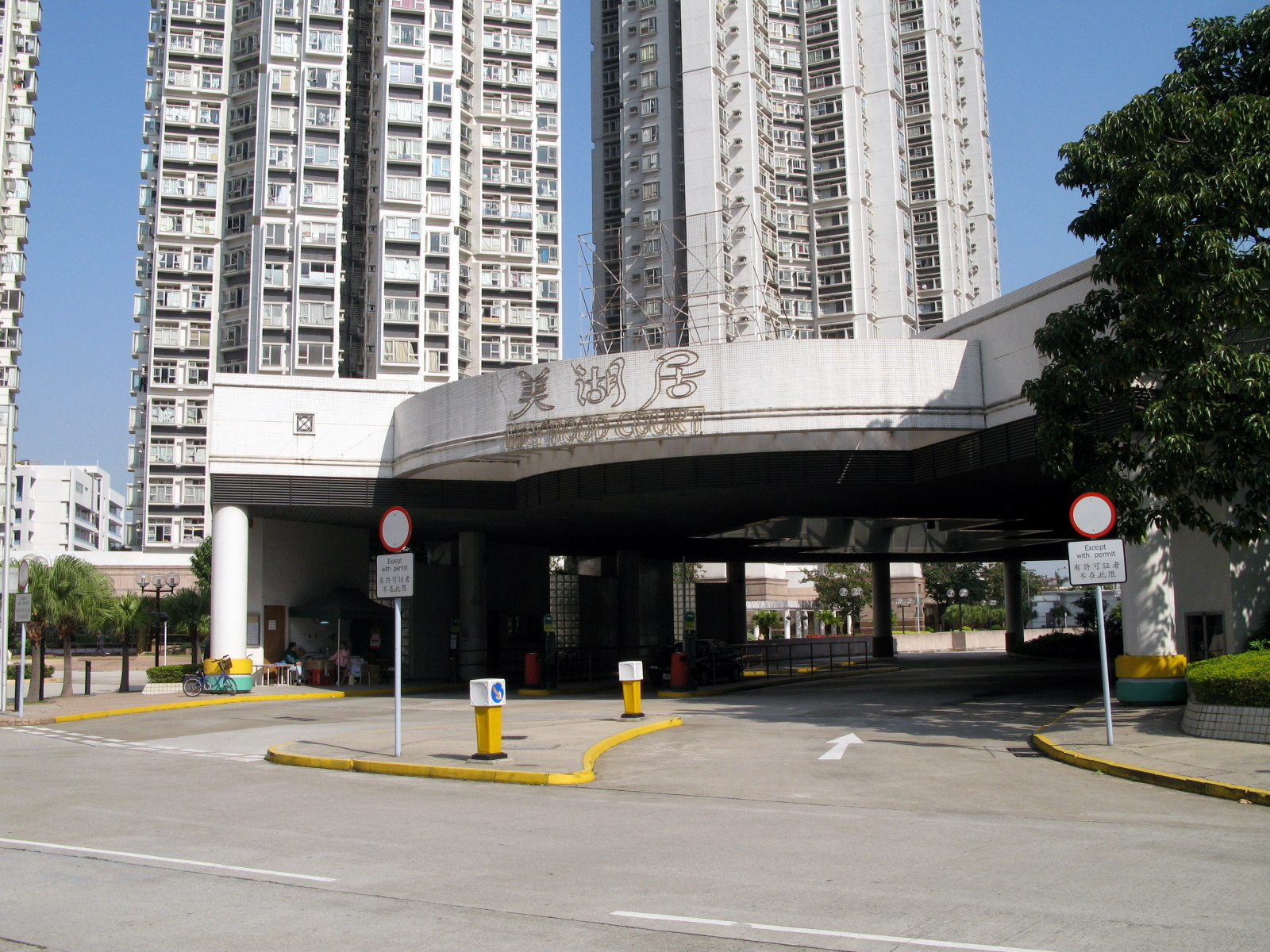
嘉湖山莊住客專用巴士總站

### 景湖居（第7期）

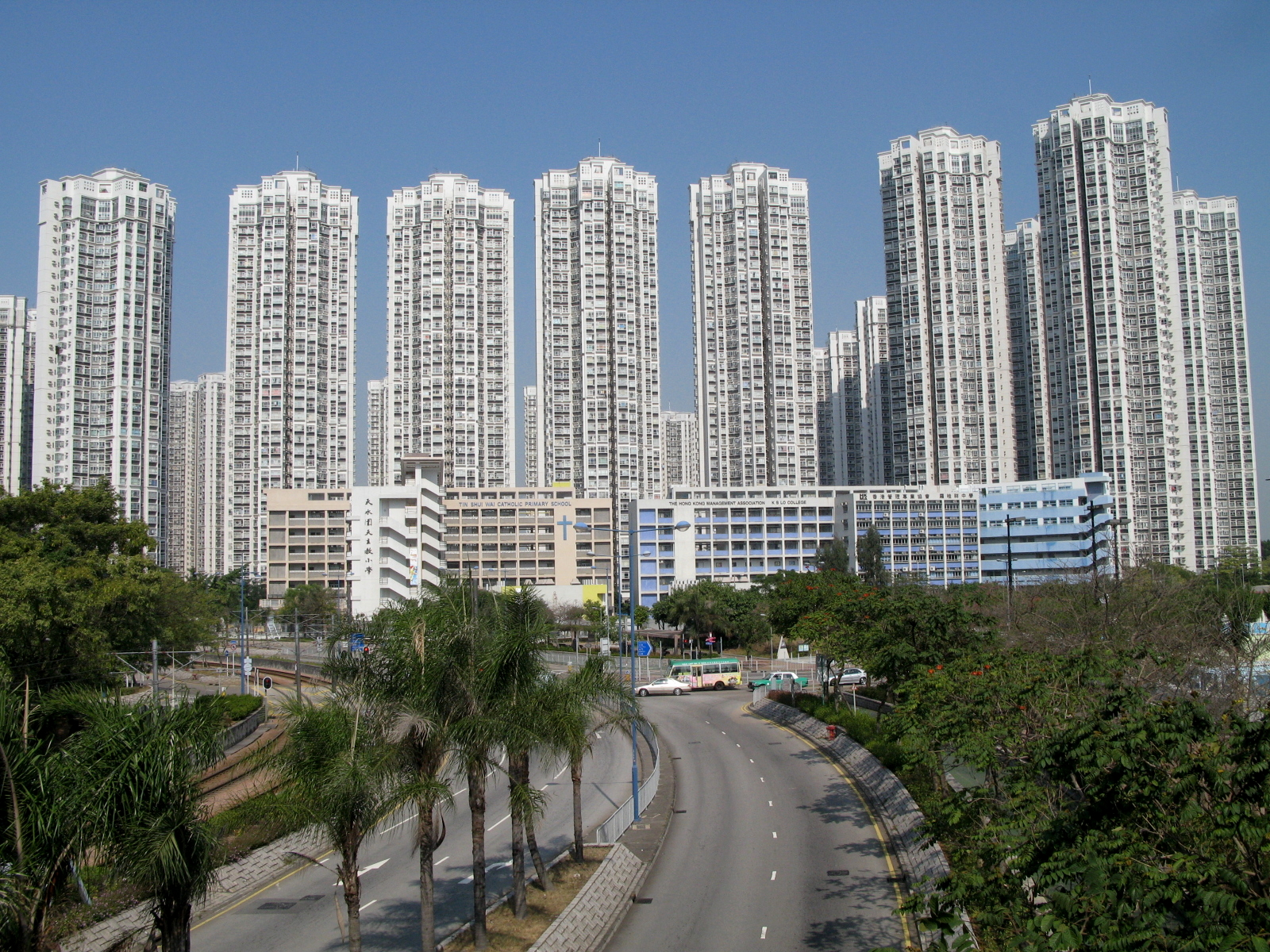
景湖居（局部）

本期屋苑於1994年開售，1995年9月入伙，共有14座住宅大廈，樓高32至38層，屋苑總物業面積逾300萬平方尺，合共提供3,968個單位。景湖居和麗湖居各座頂層均為原裝複式單位，此設計乃其他期數沒有的特色單位。
景湖居於嘉湖山莊各期中單位數量最多、擁有最大休憩空間，鄰近一帶全無高樓阻礙，座向/景觀選擇多元化。屋苑距離最接近的公營房屋步程十分鐘以上，閒雜人等較少；同時由於本期屋苑被龍園、天柏路公園及嘉湖山莊鄉村俱樂部包圍，與鄰近行車路及建築物均相距一段遠距離，居住環境較為寧靜、絕大部份單位均可享優質景觀，因此景湖居樓價較嘉湖山莊其他期數向來較貴。
縱然景湖居規模大、座數多，本期屋苑各單位可分為四種主要景觀，包括第1-8座部份中層以上單位可向北遠眺米埔、新田，以至深圳福田區、羅湖區及南山區的摩天大廈，一望無際且永無遮擋，屬本期最優質景觀；第8-14座部份10樓以上單位可向南望天水圍游泳池、天水圍公園、天水圍運動場及元朗市中心一帶，景觀豐富兼座向最佳，晚上不會漆黑一片無景可觀，與米埔景同屬最搶手之選；各座近半數單位則可望「內園+鄉村俱樂部+龍園」三重景致，部份更同時可望向銀座廣場一帶，綠化園林景色四季不同；各座極低層單位則可望屋苑內園和學校，內園種有大量大樹、設有大片草地及人工湖，吸引多種雀鳥棲息，景色怡人。
跟新北江商場被普遍視為樂湖居一部分情況相似，嘉湖山莊鄉村俱樂部與景湖居兩者確實密不可分，無論住客或俱樂部職員均習慣以「景湖會所」稱呼之，以作區分有「樂湖會所」之稱的另一嘉湖會所。俱樂部設有側門直接通往景湖居，彌補了景湖居本身沒有專屬泳池、球場等之不便。從另一角度看，俱樂部亦可視作主要供本期住戶使用的康體設施。
景湖居附近設有輕鐵銀座站及巴士分站（龍園分站及天水圍天主教小學分站），與+WOO 嘉湖商場亦僅一街之隔，搭車購物均相當方便。本期屋苑提供三線免費住客專巴服務，朝六晚十二分別來往樂湖居（嘉湖新北江商場）、+WOO 嘉湖及港鐵西鐵綫天水圍站，班次頻密。
在2003年，本期屋苑增建了親子種植園地，讓業戶親嚐農村生活。
第7期景湖居樓宇一律採用東芝升降機。
值得一提的是，景湖居3-5座的1-4樓單位，均為入境事務處人員宿舍，一共設82伙。

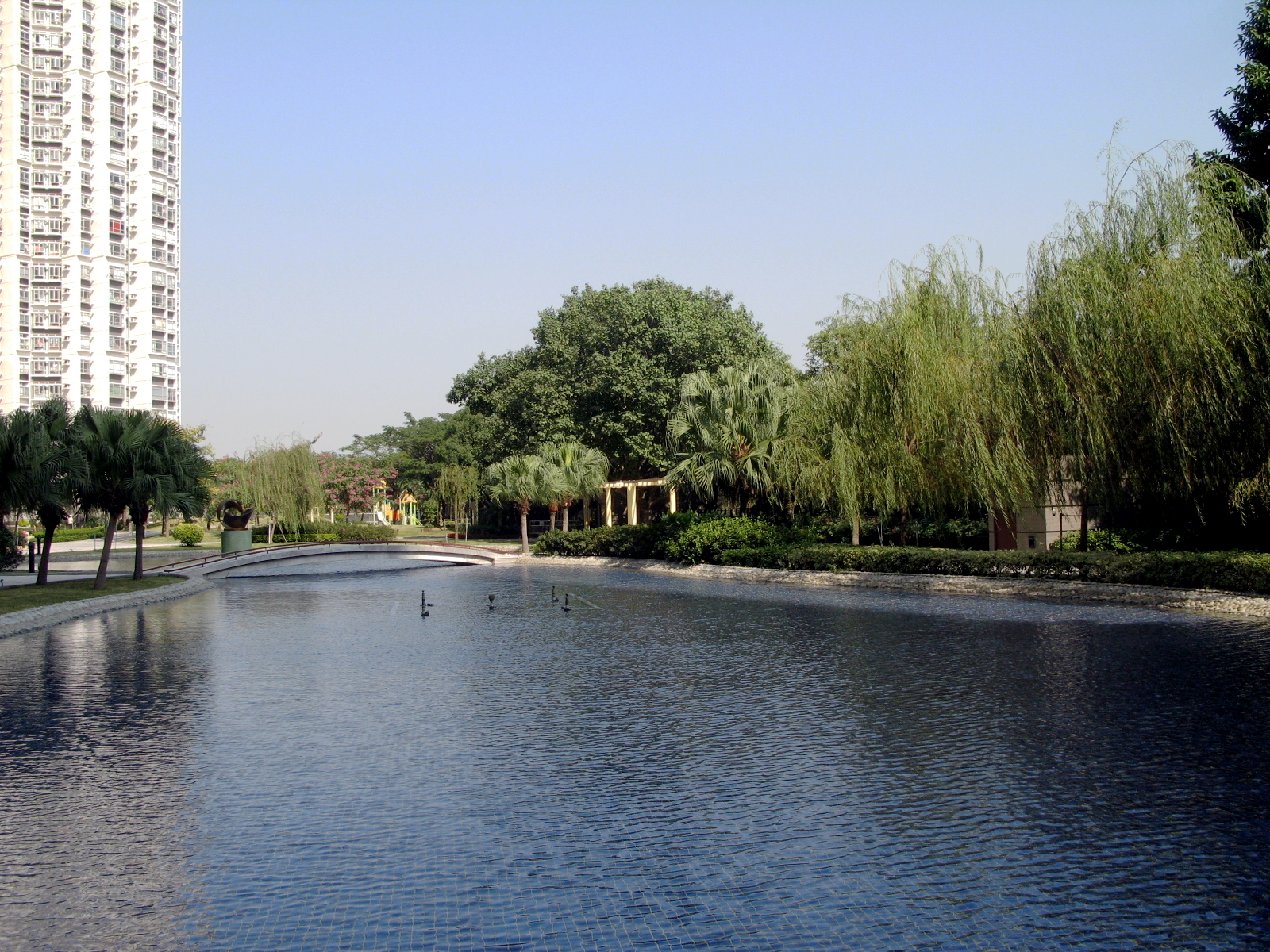
特色的噴泉式水池及草坪
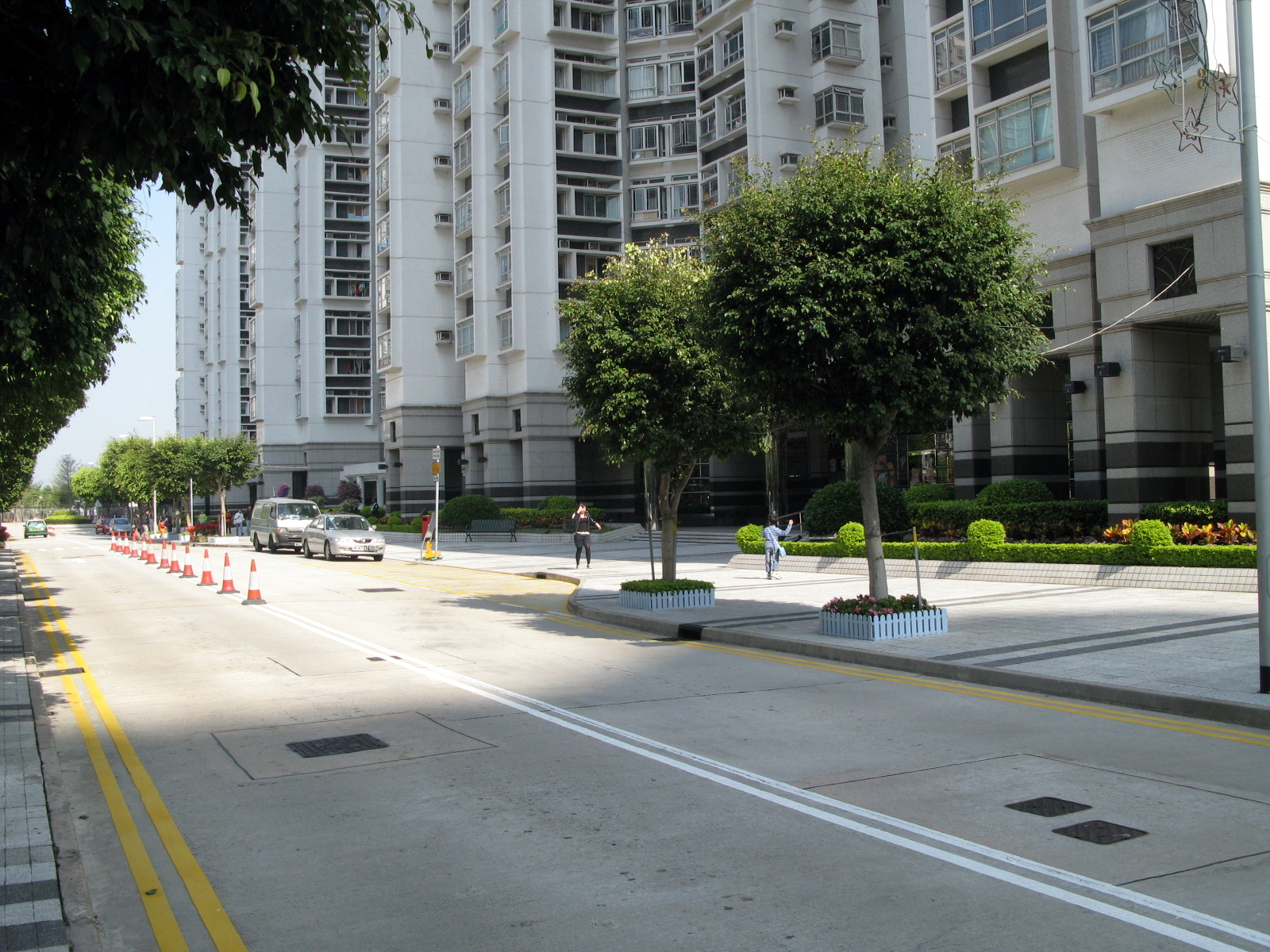
私家路
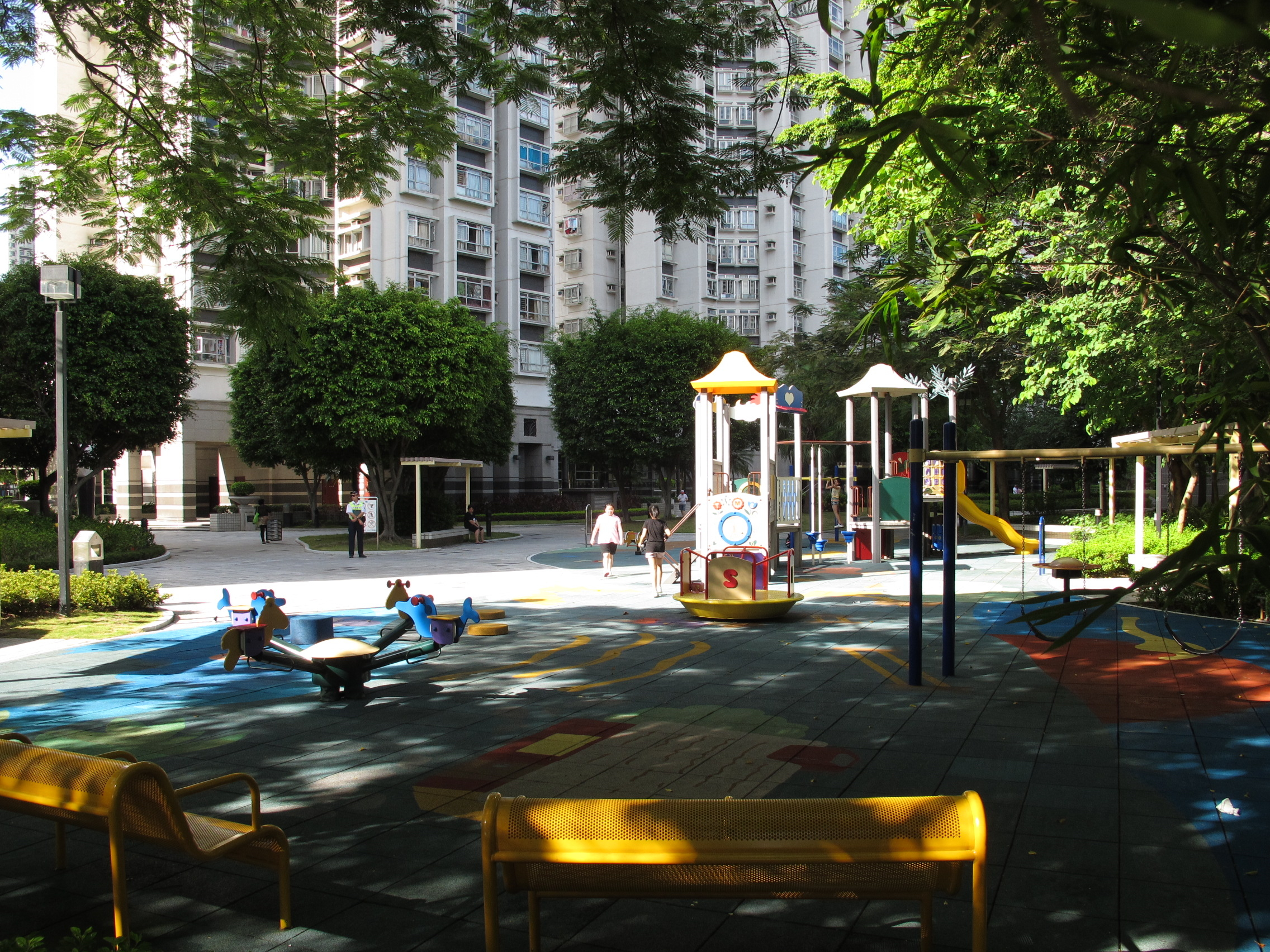
兒童遊樂場
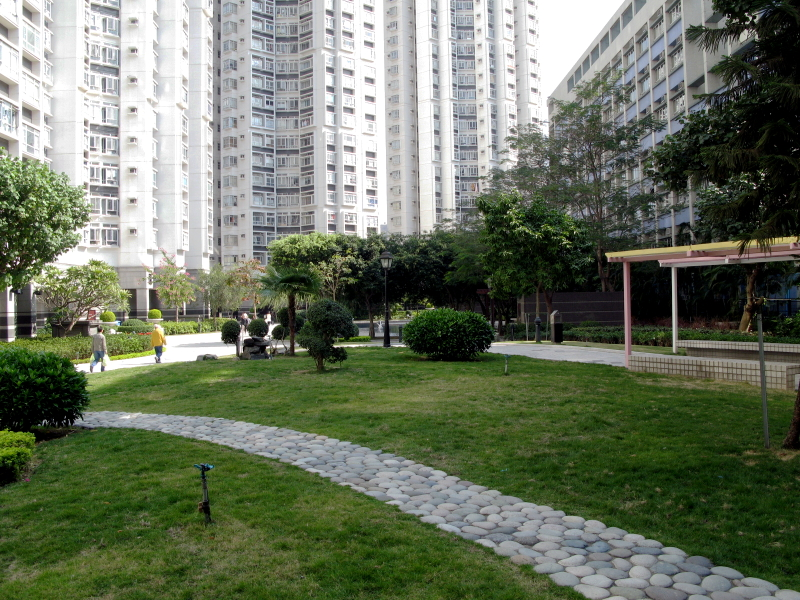
遼闊的休憩空間
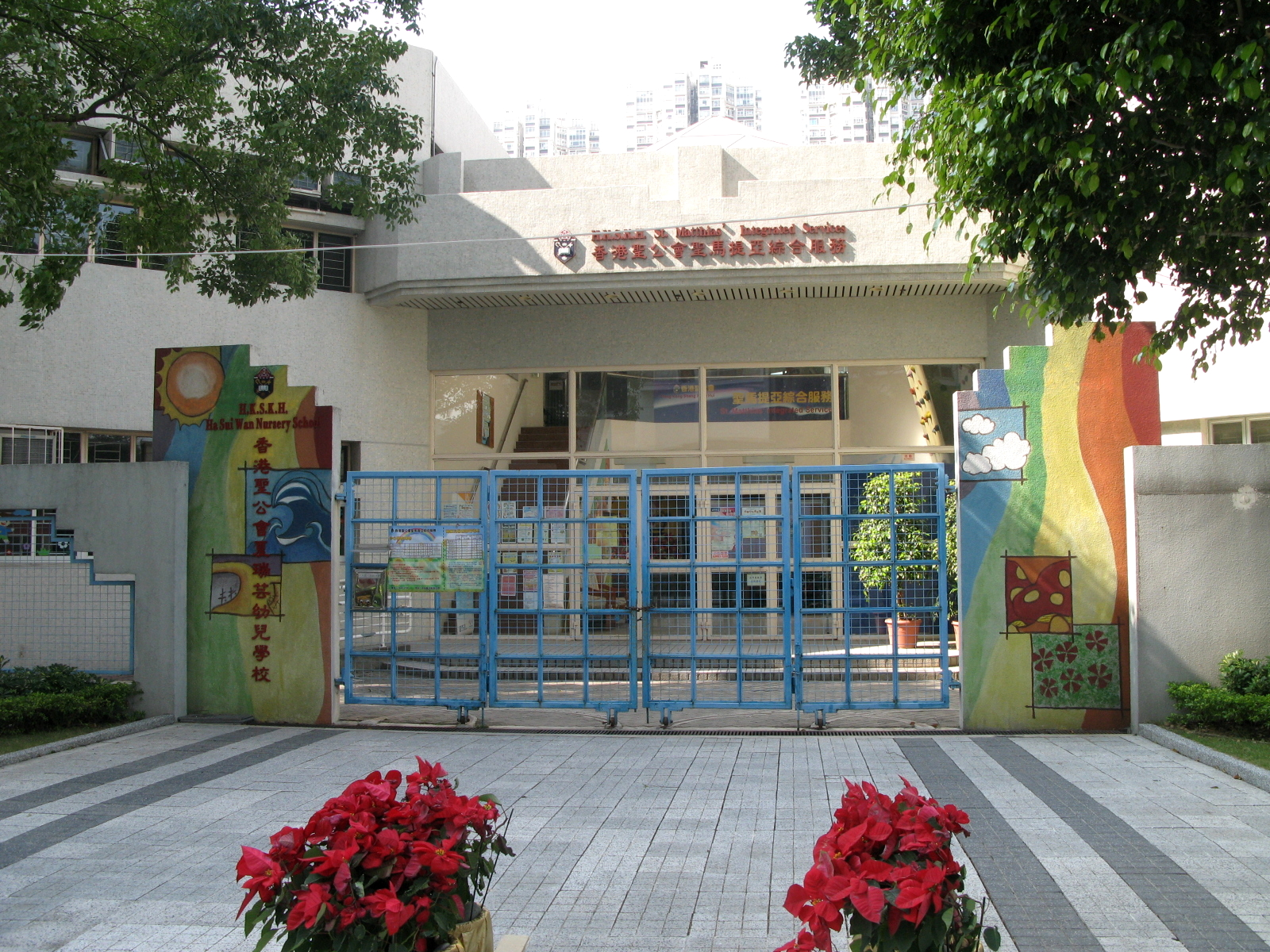
香港聖公會夏瑞芸幼兒學校

### 住客會所

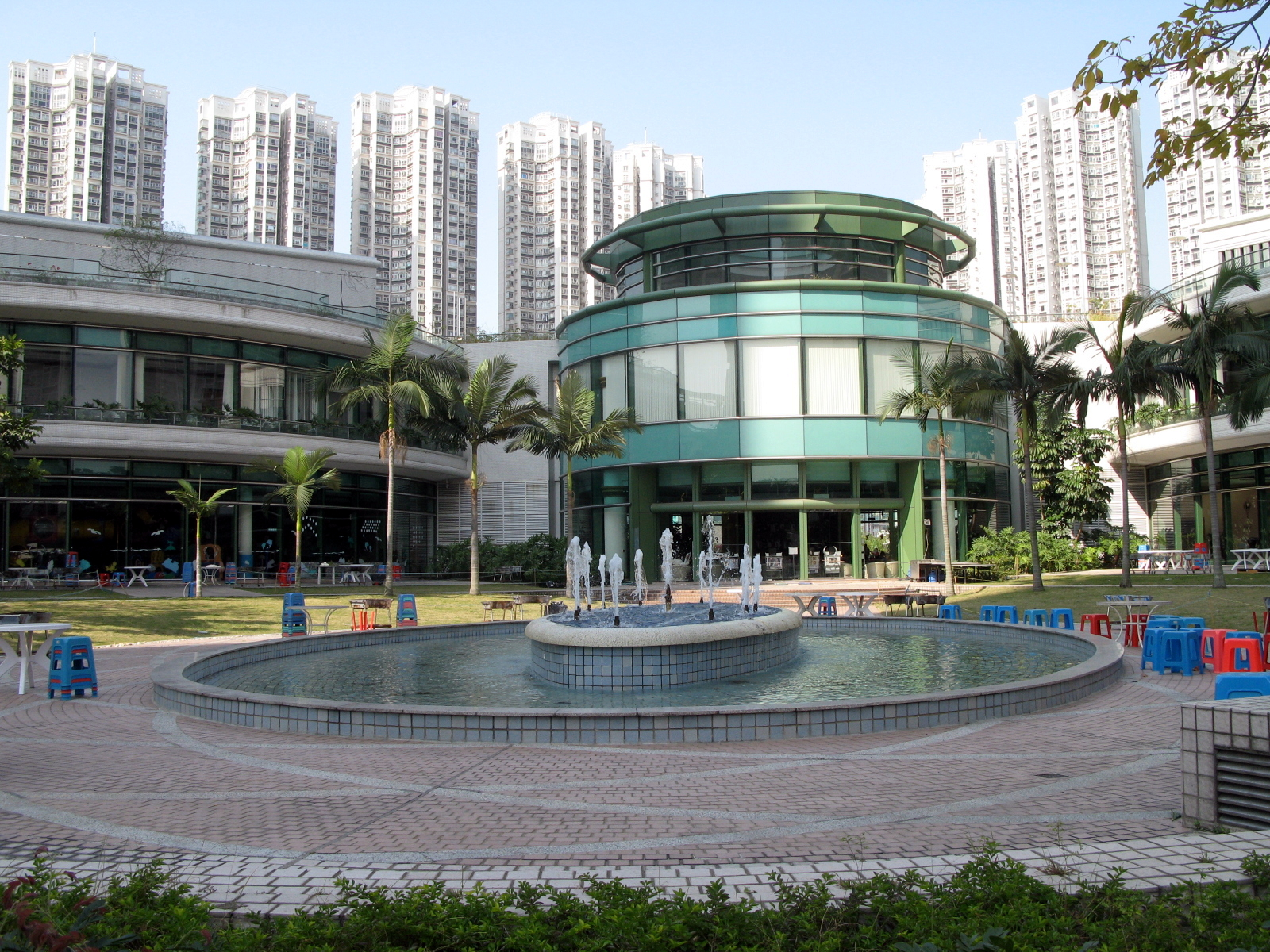
嘉湖鄉村俱樂部

嘉湖山莊一共設有兩個住客會所，分別位於一期樂湖居及七期景湖居，為住戶們提供各式各樣的文娛及康樂設施。
- 嘉湖鄉村俱樂部
- 嘉湖會所

### 其他發展項目
天水圍公園為嘉湖山莊整個發展項目的其中一項，由發展商長江實業斥資1億1,000多萬港元，代香港政府興建，公園完工後交還香港政府管理。

## 居民巴士服務

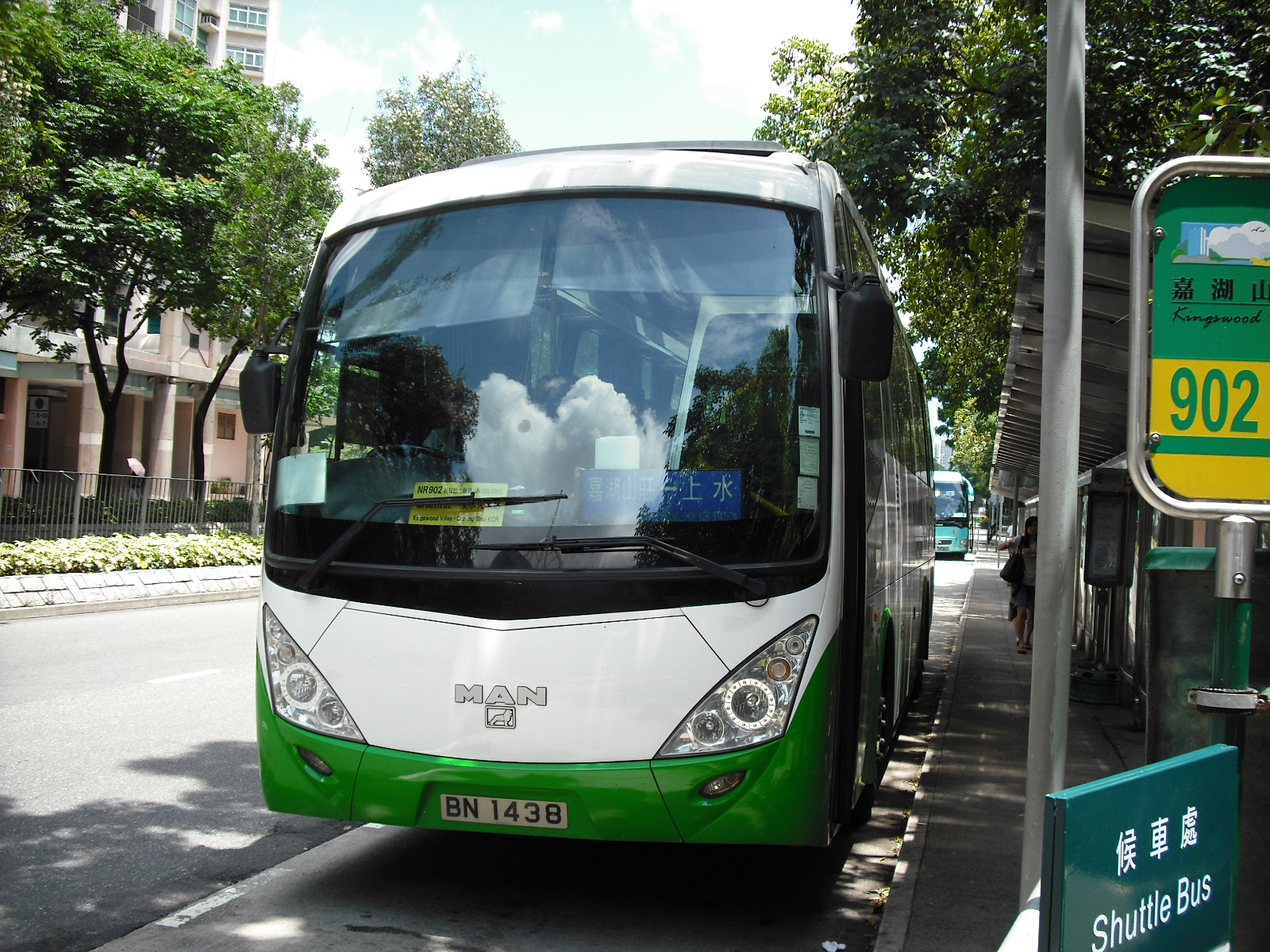
嘉湖山莊居民巴士服務

嘉湖山莊設有居民巴士，來往嘉湖山莊至市區。這些路線原先乃長實於1991年向城巴申請開辦，最早在1992年6月8日投入服務，於2006年8月20日由冠忠巴士集團接辦，而其原因鑑於嘉湖大部分居民已轉用區內專營巴士線以及港鐵前往上水、葵涌、荃灣、九龍及港島區。
以下曾經是嘉湖山莊的居民巴士服務，現由冠忠巴士集團接辦。除了嘉湖山莊居民外，一般民眾亦可搭乘：
- NR902（前身為902R）：來往樂湖居至上水站
- NR906（前身為906R）：來往美湖居至觀塘（翠屏道）（已於2024年3月1日停辦）

持有智能卡的住戶，可以乘搭以下居民巴士服務：
- NR954：來往景湖居至天水圍站及樂湖居（只限景湖居住戶）
- NR955：來往麗湖居至天水圍站及樂湖居（只限麗湖居住戶）
- NR956：來往美湖居至天水圍站及天耀邨（只限美湖居住戶）

## 交通

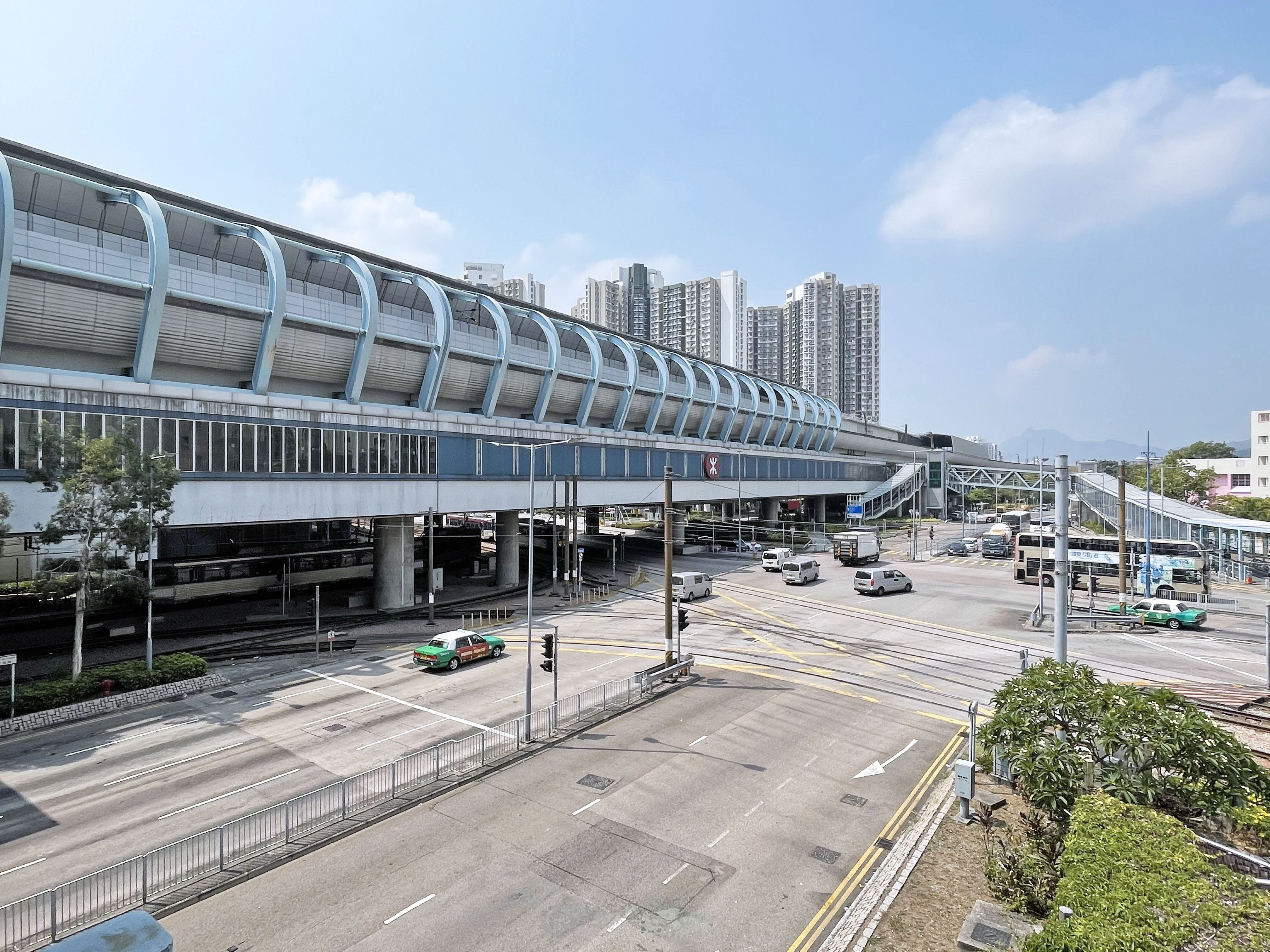
屯馬綫天水圍站

天水圍新市鎮的輕鐵系統早於1989年11月已經動工，並於1993年初通車，當時的路線只是由青山公路輕鐵路線連接至天瑞，1995年延長至天水圍總站（現稱天榮站）。2003年12月，天水圍第4期支線和預留區支線相繼通車，讓新發展的新市鎮北部和南部緊密的連繫起來。由於輕鐵系統大多是建於路面，在區內享有優先通過路口的權利，乘輕鐵來往鎮內各處十分方便。輕鐵系統除把新市鎮內大部分地方接駁起來外，也連接到西鐵車站、屯門和元朗兩個新市鎮，成為新界西北區內居民的主要交通工具。
位於天耀邨以南的西鐵綫（現在稱為屯馬綫）天水圍站則於2003年12月20日啟用。西鐵綫把九龍市區和天水圍新市鎮連接起來，2009年8月16日其南面總站由南昌伸延至紅磡，由天水圍前往尖沙咀只需要約29分鐘的時間，而來往中環則只需42分鐘，大大縮短了市區和新界西北之間的距離。
除了鐵路網外，區內也有多條巴士線來往香港各區，而三號幹線則大大拉近天水圍與港島、九龍、荃灣、葵涌及香港國際機場的距離，也大大舒緩大老山隧道及屯門公路之交通壓力。市鎮內最長的道路為天影路，位於新市鎮西面，剛好分隔開廈村及天水圍新市鎮，港鐵巴士K76線是駛經此路的唯一巴士路線。此外，新市鎮內亦設有很多單車徑並連成完善單車徑網絡，可達鎮內大部分地方。
每天早上的繁忙時間，很多學生需要在新市鎮內或是到元朗新市鎮上學，再加上有大批居民使用西鐵綫來往市區上班，他們都需要利用輕鐵系統代步，因此輕鐵系統在區內的乘客量非常多，交通壓力極大，輕鐵車廂在繁忙時段亦變得十分擁擠。2006年10月，輕鐵761線的總站遷至天逸，以增加本線及其他路線的班次。

## 區議會議席分布
| 年度/範圍              | 2000-2003  | 2004-2007  | 2008-2011  | 2012-2015  | 2016-2019  | 2020-2023  |
| ---------------------- | ---------- | ---------- | ---------- | ---------- | ---------- | ---------- |
| 樂湖居、賞湖居及翠湖居 | 嘉湖南選區 | 嘉湖南選區 | 嘉湖南選區 | 嘉湖南選區 | 嘉湖南選區 | 嘉湖南選區 |
| 麗湖居、美湖居及景湖居 | 嘉湖北選區 | 嘉湖北選區 | 嘉湖北選區 | 嘉湖北選區 | 嘉湖北選區 | 嘉湖北選區 |

## 外景場地
- 無綫電視劇集《飛虎之潛行極戰》

## 事件

### 火警雙屍案
2016年2月6日，女子歐陽洲（46歲）及其加拿大籍同居男友呂志詳（52歲）疑因感情問題爭吵，最終二人一同在同居的嘉湖山莊第5座美湖居33樓F室內被燒至焦炭，被發現時雙雙躺臥地上，男方左手攬著女方肩膊，樣貌難以辨認。驗屍結果顯示，兩死者因燒傷致死，初步不排除女死者遭弄暈後，被男死者攬著引火焚燒，結果一起燒死。

### 非法傾倒泥頭
2016年，有市民發現嘉湖山莊東面一幅私人土地，涉非法傾倒泥頭變成「嘉湖山丘」。2018年1月，申訴專員公署就「政府對私人土地傾倒建築廢物及堆填活動的規管」發表調查報告，當中提及公眾近年關注的「嘉湖山丘」一事。公署主動調查後引述規劃署指，「嘉湖山丘」的發展地區審批草圖顯示，該地由刊憲當天起便用作露天存放泥沙，用途符合《城市規劃條例》，並不構成違例發展。環保署則指，「嘉湖山丘」的擁有人許可在該地存放泥沙，沒有觸犯《廢置條例》。不過，兩個部門均表示，「嘉湖山丘」附近的土地用途並非存放泥沙，有人涉嫌違規曾作檢控。因挖土工程沒有採取防止散發塵埃措施，違反《空氣污染管制（建造工程塵埃）規例》，環保署錄得9宗檢控個案，共罰款3.7萬元。另外，該地的周邊私人土地則有違例填土工程，規劃署已成功檢控兩宗個案，共罰款12萬元。周邊土地亦因未獲地段擁有人許可擺放建築廢物，違反《廢置條例》，環保署錄得6宗檢控，共罰款1萬至5萬元。

### 防暴警進入景湖居拘捕及打傷居民
2019年11月10日下午3時半，天水圍嘉湖山莊景湖居有一批黑衣人逃避警方追捕進入屋苑。其後有多輛警車和防暴警察戒備，現場消息指拘捕12人。景湖居之後指，屋苑保安主動開閘讓警員進入，有最少5架警車入內，並有警員一度進入屋苑大堂。到有過百名街坊在警車附近表達不滿，有人叫反警口號。到晚上街坊聚集在保安服務中心，要求保安交待。而閉路電視片段顯示7名警員爬過鐵欄進內屋苑範圍，唯當時沒有保安員在場。
晚上約11時半，有居民發現有兩名便衣警員進入屋苑範圍，引起他們不滿。之後數十名速龍小隊及防暴警員增援，從屋苑多個入口進入住宅大堂，並施放胡椒噴劑及使用警棍毆打居民，消息指至少兩人被打至頭破血流，最少有8名居民中胡椒噴霧。

### 新型冠狀病毒病
強制檢測
- 2021年2月6日，受到香港政府新冠肺炎抗疫措施下，嘉湖山莊景湖居1座及12座被納入強制檢測公告。[12]
- 2021年6月17日，嘉湖山莊一期商場地下百佳被納入強制檢測公告。

## 外部連結
- 嘉湖山莊官方網站（页面存档备份，存于）